# Liste der Kulturdenkmale in Quedlinburg (M–Z)
Die Liste der Kulturdenkmale in Quedlinburg (M–Z) ist eine Teilliste der Liste der Kulturdenkmale in Quedlinburg und enthält die Kulturdenkmale der Stadt Quedlinburg (Landkreis Harz) in den Straßen von M bis Z (Stand 31. Dezember 2024). Die Straßen von A bis L finden sich unter Liste der Kulturdenkmale in Quedlinburg (A–L).

## Liste

### Magdeburger Straße
| Lage                         | Bezeichnung              | Beschreibung                          | Erfassungs- nummer | Ausweisungsart            | Bild                     |
| ---------------------------- | ------------------------ | ------------------------------------- | ------------------ | ------------------------- | ------------------------ |
| Magdeburger Straße 1 (Karte) | Gasthaus Magdeburger Hof | Gasthaus, um 1900                     | 094 46503          | Baudenkmal                | Gasthaus Magdeburger Hof |
| Magdeburger Straße 11a, 12   | Sammlung                 | Sammlung 2024 als Denkmal ausgewiesen | 094 18981          | bewegliches Kulturdenkmal |                          |

### Markt
| Lage                      | Bezeichnung                                        | Beschreibung                                                                             | Erfassungs- nummer | Ausweisungsart | Bild                    |
| ------------------------- | -------------------------------------------------- | ---------------------------------------------------------------------------------------- | ------------------ | -------------- | ----------------------- |
| Markt, am Rathaus (Karte) | Roland                                             | Rolandfigur, vermutlich frühes 15. Jahrhundert                                           | 094 46312          | Baudenkmal     | Weitere Bilder          |
| Markt 1 (Karte)           | Rathaus                                            | Rathaus, ab Anfang des 14. Jahrhunderts                                                  | 094 45631          | Baudenkmal     | Weitere Bilder          |
| Markt 2 (Karte)           | Bürgerhof, Haus Grünhagen                          | Bürgerhof, 1701                                                                          | 094 45632          | Baudenkmal     | Weitere Bilder          |
| Markt 3 (Karte)           | Wohn- und Geschäftshaus                            | Wohn- und Geschäftshaus, 1894/1895                                                       | 094 45633          | Baudenkmal     | Wohn- und Geschäftshaus |
| Markt 4 (Karte)           | Wohn- und Geschäftshaus                            | Kaufhaus, Abbruch originaler Fassade um 1970, letzte Sanierung 2011, 1906/1907           | 094 46301          | Baudenkmal     | Wohn- und Geschäftshaus |
| Markt 5 (Karte)           | Kaufmannshaus                                      | Kaufmannshaus                                                                            | 094 45634          | Baudenkmal     | Kaufmannshaus           |
| Markt 6 (Karte)           | Wohnhaus                                           | Wohnhaus, ab Ende des 16. Jahrhunderts                                                   | 094 45635          | Baudenkmal     | Wohnhaus                |
| Markt 7 (Karte)           | Kaufmannshaus                                      | Kaufmannshaus, ab Anfang des 16. Jahrhunderts                                            | 094 46302          | Baudenkmal     | Kaufmannshaus           |
| Markt 8/9 (Karte)         | Gasthof Zum Bär                                    | Geburtshaus von Julius Wolff, um 1750                                                    | 094 45636          | Baudenkmal     | Gasthof Zum Bär         |
| Markt 10 (Karte)          | Kaufmannshof                                       | Kaufmannshof, 1864                                                                       | 094 45638          | Baudenkmal     | Kaufmannshof            |
| Markt 12 (Karte)          | Kaufmannshof                                       | Kaufmannshof, zweite Hälfte des 16. Jahrhunderts                                         | 094 45639          | Baudenkmal     | Kaufmannshof            |
| Markt 13 (Karte)          | Kaufmannshaus, südlicher Teil des Lohgerberhauses  | heute Hotel Theophano, 1668                                                              | 094 45640          | Baudenkmal     | Markt 13                |
| Markt 14 (Karte)          | Kaufmannshaus, nördlicher Teil des Lohgerberhauses | heute Hotel Theophano, um 1660                                                           | 094 45640          | Baudenkmal     | Markt 14                |
| Markt 15 (Karte)          | Bankgebäude                                        | Wohnhaus, im Erdgeschoss Filiale der Harzsparkasse, 1934/1935                            | 094 46300          | Baudenkmal     | Bankgebäude             |
| Markt 16 (Karte)          | Wohn- und Geschäftshaus                            | Wohn- und Geschäftshaus, Nutzung durch die Möbelhalle im Erd- und 1. Obergeschoss., 1895 | 094 45642          | Baudenkmal     | Wohn- und Geschäftshaus |

### Marktkirchhof
| Lage                                                         | Bezeichnung                       | Beschreibung                              | Erfassungs- nummer | Ausweisungsart | Bild           |
| ------------------------------------------------------------ | --------------------------------- | ----------------------------------------- | ------------------ | -------------- | -------------- |
| Marktkirchhof, westlich an Marktkirchhof 13 angebaut (Karte) | Gruftanlage, Goetzsches Mausoleum | Grufthaus, 1726                           | 094 45650          | Baudenkmal     | Weitere Bilder |
| Marktkirchhof 1 (Karte)                                      | Sankt-Benedikti-Kirche            | evangelische Marktkirche, 13. Jahrhundert | 094 45643          | Baudenkmal     | Weitere Bilder |
| Marktkirchhof 2 (Karte)                                      | Wohnhaus                          | Wohnhaus, um 1560                         | 094 45644          | Baudenkmal     | Wohnhaus       |
| Marktkirchhof 5 (Karte)                                      | Wohnhaus                          | Wohnhaus, um 1560                         | 094 45645          | Baudenkmal     | Wohnhaus       |
| Marktkirchhof 6 (Karte)                                      | Kaufmannshaus                     | Kaufmannshaus, 1577                       | 094 45646          | Baudenkmal     | Kaufmannshaus  |
| Marktkirchhof 10 (Karte)                                     | Wohnhaus                          | Wohnhaus, 19. Jahrhundert                 | 094 46314          | Baudenkmal     | Wohnhaus       |
| Marktkirchhof 11 (Karte)                                     | Wohnhaus                          | Wohnhaus, um 1660                         | 094 45648          | Baudenkmal     | Wohnhaus       |
| Marktkirchhof 12 (Karte)                                     | Wohnhaus                          | Wohnhaus                                  | 094 45649          | Baudenkmal     | Wohnhaus       |
| Marktkirchhof 13 (Karte)                                     | Wohnhaus                          | Wohnhaus, 17. Jahrhundert                 | 094 45651          | Baudenkmal     | Wohnhaus       |
| Marktkirchhof 14 (Karte)                                     | Wohnhaus                          | Wohnhaus, 1760                            | 094 45652          | Baudenkmal     | Wohnhaus       |
| Marktkirchhof 15 (Karte)                                     | Wohnhaus                          | Wohnhaus, um 1700                         | 094 45653          | Baudenkmal     | Wohnhaus       |
| Marktkirchhof 16 (Karte)                                     | Wohnhaus                          | Wohnhaus, 1694                            | 094 45654          | Baudenkmal     | Wohnhaus       |
| Marktkirchhof 17 (Karte)                                     | Wohnhaus                          | Wohnhaus, 17. und 18. Jahrhundert         | 094 45655          | Baudenkmal     | Wohnhaus       |
| Marktkirchhof 18 (Karte)                                     | Wohnhaus                          | Wohnhaus, um 1770                         | 094 45656          | Baudenkmal     | Wohnhaus       |
| Marktkirchhof 7, 8, 9 (Karte)                                | Wohnhaus                          | Wohnhaus, 1688                            | 094 45647          | Baudenkmal     | Wohnhaus       |

### Marktstraße
| Lage                   | Bezeichnung                    | Beschreibung                       | Erfassungs- nummer | Ausweisungsart | Bild                    |
| ---------------------- | ------------------------------ | ---------------------------------- | ------------------ | -------------- | ----------------------- |
| Marktstraße 1 (Karte)  | Kaufmannshof                   | ehemaliger Kaufmannshof, um 1800   | 094 45657          | Baudenkmal     | Kaufmannshof            |
| Marktstraße 2 (Karte)  | Kaufmannshaus                  | ehemaliger Kaufmannshof            | 094 45658          | Baudenkmal     | Kaufmannshaus           |
| Marktstraße 3 (Karte)  | Wohn- und Geschäftshaus        | Wohn- und Geschäftshaus, um 1680   | 094 45659          | Baudenkmal     | Wohn- und Geschäftshaus |
| Marktstraße 4 (Karte)  | Kaufmannshof                   | ehemaliger Kaufmannshof, um 1550   | 094 46411          | Baudenkmal     | Kaufmannshof            |
| Marktstraße 6 (Karte)  | Bürgerhaus, Schneemelcher-Haus | ehemaliges Bürgerhaus, 1562        | 094 45660          | Baudenkmal     | Weitere Bilder          |
| Marktstraße 7 (Karte)  | Wohnhaus                       | ehemaliger Bürgerhof, um 1600      | 094 46299          | Baudenkmal     | Wohnhaus                |
| Marktstraße 8 (Karte)  | Wohnhaus                       | Wohnhaus, um 1820                  | 094 46298          | Baudenkmal     | Wohnhaus                |
| Marktstraße 9 (Karte)  | Bürgerhaus                     | ehemaliger Bürgerhof, um 1670      | 094 45661          | Baudenkmal     | Bürgerhaus              |
| Marktstraße 10 (Karte) | Wohn- und Geschäftshaus        | Wohn- und Geschäftshaus, um 1780   | 094 45662          | Baudenkmal     | Wohn- und Geschäftshaus |
| Marktstraße 11 (Karte) | Wohn- und Geschäftshaus        | Wohn- und Geschäftshaus, um 1770   | 094 45663          | Baudenkmal     | Wohn- und Geschäftshaus |
| Marktstraße 12 (Karte) | Ackerbürgerhof                 | ehemaliger Ackerbürgerhof, um 1590 | 094 45664          | Baudenkmal     | Ackerbürgerhof          |
| Marktstraße 15 (Karte) | Kaufmannshaus                  | ehemaliger Kaufmannshof, 1660      | 094 45665          | Baudenkmal     | Kaufmannshaus           |

### Marschlinger Hof
| Lage                                        | Bezeichnung                 | Beschreibung | Erfassungs- nummer | Ausweisungsart | Bild                        |
| ------------------------------------------- | --------------------------- | --- | ------------------ | -------------- | --------------------------- |
| Marschlinger Hof 6 (Karte)                  | Wohnhaus Marschlinger Hof 6 | Wohnhaus, um 1780 | 094 45666          | Baudenkmal     | Wohnhaus Marschlinger Hof 6 |
| Marschlinger Hof 12, 13, 14, 15, 16 (Karte) | Straßenzeile                | | 094 46506          | Denkmalbereich | Straßenzeile                |
| Marschlinger Hof 17 (Karte)                 | Theater                     | Theatergebäude und Lager des Quedlinburger Teils des Nordharzer Städtebundtheaters, 1886 und 1929 (Architekt Carl Fugmann) | 094 46566          | Baudenkmal     | Theater                     |

### Mauerstraße
| Lage                   | Bezeichnung             | Beschreibung                     | Erfassungs- nummer | Ausweisungsart | Bild                    |
| ---------------------- | ----------------------- | -------------------------------- | ------------------ | -------------- | ----------------------- |
| Mauerstraße 1 (Karte)  | Wohnhaus Mauerstraße 1  | Wohnhaus, um 1660                | 094 46127          | Baudenkmal     | Wohnhaus Mauerstraße 1  |
| Mauerstraße 5 (Karte)  | Wohnhaus                | Wohnhaus, 1700                   | 094 46128          | Baudenkmal     | Wohnhaus                |
| Mauerstraße 7 (Karte)  | Wohnhaus                | Wohnhaus, um 1700                | 094 46129          | Baudenkmal     | Wohnhaus                |
| Mauerstraße 10 (Karte) | Wohnhaus                | Wohnhaus, um 1700                | 094 46130          | Baudenkmal     | Wohnhaus                |
| Mauerstraße 11 (Karte) | Wohnhaus                | Wohnhaus, um 1900                | 094 46285          | Baudenkmal     | Wohnhaus                |
| Mauerstraße 12 (Karte) | Wohnhaus                | Wohnhaus, um 1700                | 094 46131          | Baudenkmal     | Wohnhaus                |
| Mauerstraße 15 (Karte) | Wohn- und Geschäftshaus | Wohn- und Geschäftshaus, um 1890 | 094 46412          | Baudenkmal     | Wohn- und Geschäftshaus |

### Mühlenstraße
| Lage                                           | Bezeichnung    | Beschreibung                                                   | Erfassungs- nummer | Ausweisungsart | Bild           |
| ---------------------------------------------- | -------------- | -------------------------------------------------------------- | ------------------ | -------------- | -------------- |
| Mühlenstraße 1 (Karte)                         | Wohnhaus       | Wohnhaus, um 1700                                              | 094 45914          | Baudenkmal     | Wohnhaus       |
| Mühlenstraße 2 (Karte)                         | Wohnhaus       | Wohnhaus, um 1700                                              | 094 45915          | Baudenkmal     | Wohnhaus       |
| Mühlenstraße 3 (Karte)                         | Wohnhaus       | Wohnhaus, 1807                                                 | 094 45916          | Baudenkmal     | Wohnhaus       |
| Mühlenstraße 5 (Karte)                         | Wohnhaus       | Wohnhaus, 1729                                                 | 094 45917          | Baudenkmal     | Wohnhaus       |
| Mühlenstraße 6 (Karte)                         | Wohnhaus       | Wohnhaus, um 1700                                              | 094 45918          | Baudenkmal     | Wohnhaus       |
| Mühlenstraße 7 (Karte)                         | Wohnhaus       | Wohnhaus, 1668                                                 | 094 45919          | Baudenkmal     | Wohnhaus       |
| Mühlenstraße 12 (Karte)                        | Wohnhaus       | Wohnhaus, um 1800                                              | 094 45920          | Baudenkmal     | Wohnhaus       |
| Mühlenstraße 14 (Karte)                        | Wohnhaus       | Wohnhaus, um 1680                                              | 094 45921          | Baudenkmal     | Wohnhaus       |
| Mühlenstraße 17 (Karte)                        | Wohnhaus       | Wohnhaus, 1671                                                 | 094 45922          | Baudenkmal     | Wohnhaus       |
| Mühlenstraße 18 (Karte)                        | Wohnhaus       | Wohnhaus, um 1860                                              | 094 45923          | Baudenkmal     | Wohnhaus       |
| Mühlenstraße 19 (Karte)                        | Wohnhaus       | Wohnhaus, um 1620                                              | 094 45924          | Baudenkmal     | Wohnhaus       |
| Mühlenstraße 20 (Karte)                        | Wohnhaus       | früheres Wohnhaus, heute Hotel, 1789                           | 094 45925          | Baudenkmal     | Wohnhaus       |
| Mühlenstraße 21 (Karte)                        | Wohnhaus       | Wohnhaus, um 1740                                              | 094 45926          | Baudenkmal     | Wohnhaus       |
| Mühlenstraße 22 (Karte)                        | Wohnhaus       | Wohnhaus, 1680                                                 | 094 45927          | Baudenkmal     | Wohnhaus       |
| Mühlenstraße 23 (Karte)                        | Wohnhaus       | Wohnhaus, um 1680                                              | 094 45928          | Baudenkmal     | Wohnhaus       |
| Mühlenstraße 24, 25 (Karte)                    | Ackerbürgerhof | ehemaliger Ackerbürgerhof, 18. bis Anfang des 20. Jahrhunderts | 094 46505          | Baudenkmal     | Ackerbürgerhof |
| Mühlenstraße 26, Kaiser-Otto-Straße 35 (Karte) | Klostermühle   | Mühle, 1627                                                    | 094 45929          | Baudenkmal     | Klostermühle   |

### Mummental
| Lage                                                                       | Bezeichnung          | Beschreibung                                                              | Erfassungs- nummer | Ausweisungsart | Bild                 |
| -------------------------------------------------------------------------- | -------------------- | ------------------------------------------------------------------------- | ------------------ | -------------- | -------------------- |
| Mummental 1, 1a (Karte)                                                    | Villa                | Freihof, 1795                                                             | 094 45667          | Baudenkmal     | Villa                |
| Mummental 2 (Karte)                                                        | Schule               | ehemalige Schule, heute Sozialamt Stadt Quedlinburg, 1869                 | 094 45668          | Baudenkmal     | Schule               |
| Mummental 2, südöstlich von der kleinen Tankstelle (Am Hospital 3) (Karte) | Wohnhaus Mummental 2 | zweigeschossiges Fachwerkhaus aus der zweiten Hälfte des 18. Jahrhunderts | 094 46511          | Baudenkmal     | Wohnhaus Mummental 2 |
| Mummental 3 (Karte)                                                        | Wohnhaus             | Wohnhaus, 1908/09                                                         | 094 45669          | Baudenkmal     | Wohnhaus             |
| Mummental 4 (Karte)                                                        | Wohnhaus             | Wohnhaus, 1909/10                                                         | 094 45670          | Baudenkmal     | Wohnhaus             |

### Münzenberg
| Lage                                                      | Bezeichnung                       | Beschreibung                                                                               | Erfassungs- nummer | Ausweisungsart               | Bild                            |
| --------------------------------------------------------- | --------------------------------- | ------------------------------------------------------------------------------------------ | ------------------ | ---------------------------- | ------------------------------- |
| Münzenberg 2–8, 10–13, 15–50, 52–54, 56–61, 63–65 (Karte) | Stadtviertel Münzenberg           | Stadtviertel, ab 984                                                                       | 094 45982          | Denkmalbereich               | Stadtviertel Münzenberg         |
| Münzenberg 2–8, 10–13, 15, 16, 65 (Karte)                 | Sankt-Marien-Kirche, Häusergruppe | Häusergruppe auf dem Gelände der ehemaligen Klosterkirche St. Marien, Kirche ab 984 erbaut | 094 46020          | Baudenkmal                   | Häusergruppe auf dem Münzenberg |
| Münzenberg 2-6, 12-17, auf dem Münzenberg                 | Sankt-Marien-Kirche               | Kirche St. Marien, Kirche ab 984 erbaut                                                    | 094 46020 001      | Teilobjekt eines Baudenkmals | Sankt-Marien-Kirche             |
| Münzenberg 8 (Karte)                                      | Wohnhaus                          | Wohnhaus, um 1650                                                                          | 094 45984          | Baudenkmal                   | Wohnhaus                        |
| Münzenberg 31 (Karte)                                     | Wohnhaus                          | Wohnhaus, um 1700                                                                          | 094 45985          | Baudenkmal                   | Wohnhaus                        |
| Münzenberg 50 (Karte)                                     | Schornstein                       | Schornstein mittelalterlicher Kamin der ehemaligen Klosterbäckerei,                        | 094 45986          | Baudenkmal                   | Schornstein                     |
| Münzenberg 54 (Karte)                                     | Wohnhaus                          | Wohnhaus, Ende des 18. Jahrhunderts                                                        | 094 46027          | Baudenkmal                   | Wohnhaus                        |
| Münzenberg 60 (Karte)                                     | Wohnhaus                          | Wohnhaus, 1796                                                                             | 094 46114          | Baudenkmal                   | Wohnhaus                        |

### Neuendorf
| Lage                     | Bezeichnung            | Beschreibung                     | Erfassungs- nummer | Ausweisungsart | Bild                   |
| ------------------------ | ---------------------- | -------------------------------- | ------------------ | -------------- | ---------------------- |
| Neuendorf 4 (Karte)      | Sankt-Mathilden-Kirche | katholische Kirche St. Mathilden | 094 45677          | Baudenkmal     | Sankt-Mathilden-Kirche |
| Neuendorf 10 (Karte)     | Wohnhaus               | Wohnhaus, 1680                   | 094 45672          | Baudenkmal     | Wohnhaus               |
| Neuendorf 11 (Karte)     | Wohnhaus               | Wohnhaus, um 1700                | 094 45673          | Baudenkmal     | Wohnhaus               |
| Neuendorf 12 (Karte)     | Wohnhaus               | Wohnhaus, 1677                   | 094 45674          | Baudenkmal     | Wohnhaus               |
| Neuendorf 20 (Karte)     | Wohnhaus               | Wohnhaus, um 1700                | 094 46414          | Baudenkmal     | Wohnhaus               |
| Neuendorf 21 (Karte)     | Wohnhaus               | Wohnhaus, um 1680                | 094 45678          | Baudenkmal     | Wohnhaus               |
| Neuendorf 28a (Karte)    | Wohnhaus               | Wohnhaus, um 1650                | 094 45680          | Baudenkmal     | Wohnhaus               |
| Neuendorf 32, 33 (Karte) | Wohnhaus               | Wohnhaus, 1717                   | 094 45681          | Baudenkmal     | Wohnhaus               |

### Neuer Weg
| Lage                     | Bezeichnung               | Beschreibung                                | Erfassungs- nummer | Ausweisungsart | Bild                      |
| ------------------------ | ------------------------- | ------------------------------------------- | ------------------ | -------------- | ------------------------- |
| Neuer Weg 2 (Karte)      | Ackerbürgerhaus           | ehemaliges Ackerbürgerhaus, 1665            | 094 45827          | Baudenkmal     | Ackerbürgerhaus           |
| Neuer Weg 3 (Karte)      | Wohnhaus                  | Wohnhaus, um 1760                           | 094 45828          | Baudenkmal     | Wohnhaus                  |
| Neuer Weg 4 (Karte)      | Wohnhaus                  | Wohnhaus, 1677                              | 094 45829          | Baudenkmal     | Wohnhaus                  |
| Neuer Weg 5 (Karte)      | Wohnhaus                  | Wohnhaus, 1677                              | 094 45830          | Baudenkmal     | Wohnhaus                  |
| Neuer Weg 6 (Karte)      | Wohnhaus                  | Wohnhaus, um 1820                           | 094 45831          | Baudenkmal     | Wohnhaus                  |
| Neuer Weg 7 (Karte)      | Ziegelei                  | Ziegelei, 1660                              | 094 45833          | Baudenkmal     | Ziegelei                  |
| Neuer Weg 8 (Karte)      | Wohnhaus                  | ehemaliger Bürgerhof, um 1800               | 094 45832          | Baudenkmal     | Wohnhaus                  |
| Neuer Weg 9 (Karte)      | Ackerbürgerhof            | ehemaliger Ackerbürgerhof, 1685             | 094 45834          | Baudenkmal     | Ackerbürgerhof            |
| Neuer Weg 10 (Karte)     | Keller                    | ehemaliger Ackerbürgerhof, um 1690          | 094 45835          | Baudenkmal     | Keller                    |
| Neuer Weg 12 (Karte)     | Wohnhaus                  | Wohnhaus, um 1890                           | 094 45836          | Baudenkmal     | Wohnhaus                  |
| Neuer Weg 15 (Karte)     | Wohnhaus                  | Wohnhaus, 1762                              | 094 45837          | Baudenkmal     | Wohnhaus                  |
| Neuer Weg 16 (Karte)     | Ackerbürgerhaus           | ehemaliges Ackerbürgerhaus, 1697            | 094 45838          | Baudenkmal     | Ackerbürgerhaus           |
| Neuer Weg 17, 19 (Karte) | Wohnhaus                  | Wohnhaus, 1924/25                           | 094 46415          | Baudenkmal     | Wohnhaus                  |
| Neuer Weg 20 (Karte)     | Villa                     | Villa, um 1820                              | 094 45839          | Baudenkmal     | Villa                     |
| Neuer Weg 21 (Karte)     | Gewerbehof Gebrüder Dippe | Fabrik, 1850 bis 1910                       | 094 46416          | Baudenkmal     | Gewerbehof Gebrüder Dippe |
| Neuer Weg 22 (Karte)     | Villa                     | Villa, 1894/95                              | 094 45840          | Baudenkmal     | Villa                     |
| Neuer Weg 23 (Karte)     | Villa                     | Villa, 1893–1895                            | 094 45841          | Baudenkmal     | Villa                     |
| Neuer Weg 24 (Karte)     | Villa                     | Villa, um 1890                              | 094 46323          | Baudenkmal     | Villa                     |
| Neuer Weg 24a (Karte)    | Villa                     | Villa, 1924                                 | 094 46627          | Baudenkmal     | Villa                     |
| Neuer Weg 24e (Karte)    | Wohnhaus                  | Wohnhaus, um 1840                           | 094 45842          | Baudenkmal     | Wohnhaus                  |
| Neuer Weg 25 (Karte)     | Wohnhaus                  | Wohnhaus, erste Hälfte des 19. Jahrhunderts | 094 46636          | Baudenkmal     | Wohnhaus                  |
| Neuer Weg 28 (Karte)     | Ackerbürgerhaus           | ehemaliges Ackerbürgerhaus, um 1780         | 094 45843          | Baudenkmal     | Ackerbürgerhaus           |
| Neuer Weg 32 (Karte)     | Wohn- und Geschäftshaus   | Wohn- und Geschäftshaus, 1910/11            | 094 45845          | Baudenkmal     | Wohn- und Geschäftshaus   |
| Neuer Weg 33 (Karte)     | Ackerbürgerhaus           | ehemaliges Ackerbürgerhaus, um 1740         | 094 45846          | Baudenkmal     | Ackerbürgerhaus           |
| Neuer Weg 37 (Karte)     | Wohnhaus                  | Wohnhaus, um 1740                           | 094 45847          | Baudenkmal     | Wohnhaus                  |
| Neuer Weg 38 (Karte)     | Kaufmannshaus             | ehemaliges Kaufmannshaus, 1702              | 094 45848          | Baudenkmal     | Kaufmannshaus             |
| Neuer Weg 39 (Karte)     | Wohnhaus                  | Wohnhaus, spätes 17. Jahrhundert            | 094 45849          | Baudenkmal     | Wohnhaus                  |
| Neuer Weg 41 (Karte)     | Wohnhaus                  | Wohnhaus, 1710                              | 094 45850          | Baudenkmal     | Wohnhaus                  |
| Neuer Weg 42 (Karte)     | Wohnhaus                  | Wohnhaus, 1783                              | 094 45851          | Baudenkmal     | Wohnhaus                  |
| Neuer Weg 43, 44 (Karte) | Wohnhaus                  | Wohnhaus, um 1820                           | 094 45852          | Baudenkmal     | Wohnhaus                  |
| Neuer Weg 47 (Karte)     | Wohnhaus Neuer Weg 47     | Wohnhaus, 1683                              | 094 45853          | Baudenkmal     | Wohnhaus Neuer Weg 47     |

### Neustädter Kirchhof
| Lage                                                                               | Bezeichnung        | Beschreibung                    | Erfassungs- nummer | Ausweisungsart | Bild           |
| ---------------------------------------------------------------------------------- | ------------------ | ------------------------------- | ------------------ | -------------- | -------------- |
| Neustädter Kirchhof (Karte)                                                        | Kirche St. Nikolai | evangelische Kirche,            | 094 46132          | Baudenkmal     | Weitere Bilder |
| Neustädter Kirchhof 4 (Karte)                                                      | Küsterhaus         | Küsterhaus aus der Zeit um 1680 |                    | Baudenkmal     | Küsterhaus     |
| Neustädter Kirchhof 6 (Karte)                                                      | Wohnhaus           | Wohnhaus, 1672                  | 094 46135          | Baudenkmal     | Wohnhaus       |
| Neustädter Kirchhof 7 (Karte)                                                      | Wohnhaus           | Wohnhaus, 1422/23               | 094 46136          | Baudenkmal     | Wohnhaus       |
| Neustädter Kirchhof 9 (Karte)                                                      | Wohnhaus           | Wohnhaus, um 1780               | 094 46138          | Baudenkmal     | Wohnhaus       |
| Neustädter Kirchhof 10 (Karte)                                                     | Wohnhaus           | Wohnhaus, um 1800               | 094 46139          | Baudenkmal     | Wohnhaus       |
| Neustädter Kirchhof 11 (Karte)                                                     | Wohnhaus           | Wohnhaus, um 1820               | 094 46140          | Baudenkmal     | Wohnhaus       |
| Neustädter Kirchhof 13, in der Südostecke des Neustädter Kirchhofs stehend (Karte) | Wohnhaus           | Wohnhaus, um 1700               | 094 46141          | Baudenkmal     | Wohnhaus       |
| Neustädter Kirchhof 14 (Karte)                                                     | Pfarrhaus          | Pfarrhaus, 1706                 | 094 46142          | Baudenkmal     | Pfarrhaus      |
| Neustädter Kirchhof 15 (Karte)                                                     | Wohnhaus           | Wohnhaus, um 1500               | 094 46143          | Baudenkmal     | Wohnhaus       |
| Neustädter Kirchhof 16, 17, Ecklage (Karte)                                        | Wohnhaus           | Wohnhaus, um 1740               | 094 46144          | Baudenkmal     | Wohnhaus       |
| Neustädter Kirchhof 20 (Karte)                                                     | Wohnhaus           | Wohnhaus, 1710                  | 094 46145          | Baudenkmal     | Wohnhaus       |
| Neustädter Kirchhof 21 (Karte)                                                     | Wohnhaus           | Wohnhaus, um 1700               | 094 46146          | Baudenkmal     | Wohnhaus       |
| Neustädter Kirchhof 22 (Karte)                                                     | Wohnhaus           | Wohnhaus, 1700                  | 094 46147          | Baudenkmal     | Wohnhaus       |
| Neustädter Kirchhof 24 (Karte)                                                     | Wohnhaus           | Wohnhaus, um 1620               | 094 46148          | Baudenkmal     | Wohnhaus       |
| Neustädter Kirchhof 25, Ecklage (Karte)                                            | Wohnhaus           | Wohnhaus, um 1600               | 094 46149          | Baudenkmal     | Wohnhaus       |

### Oeringer Straße
| Lage                       | Bezeichnung                  | Beschreibung                                       | Erfassungs- nummer | Ausweisungsart | Bild                         |
| -------------------------- | ---------------------------- | -------------------------------------------------- | ------------------ | -------------- | ---------------------------- |
| Oeringer Straße 6 (Karte)  | Wohnhaus                     | Wohnhaus, um 1885                                  | 094 46434          | Baudenkmal     | Wohnhaus                     |
| Oeringer Straße 8 (Karte)  | Gutshof, sogenanntes Ratsgut | Gutshof                                            | 094 46435          | Baudenkmal     | Gutshof, sogenanntes Ratsgut |
| Oeringer Straße 10 (Karte) | Wohnhaus                     | Wohnhaus                                           | 094 46436          | Baudenkmal     | Wohnhaus                     |
| Oeringer Straße 11 (Karte) | Ackerbürgerhof               | ehemaliger Ackerbürgerhof, wohl im 19. Jahrhundert | 094 46437          | Baudenkmal     | Ackerbürgerhof               |

### Pestalozzistraße
| Lage                        | Bezeichnung | Beschreibung       | Erfassungs- nummer | Ausweisungsart | Bild   |
| --------------------------- | ----------- | ------------------ | ------------------ | -------------- | ------ |
| Pestalozzistraße 20 (Karte) | Schule      | Schulgebäude, 1910 | 094 46508          | Baudenkmal     | Schule |

### Platz des Friedens
| Lage                           | Bezeichnung        | Beschreibung                                                     | Erfassungs- nummer | Ausweisungsart | Bild               |
| ------------------------------ | ------------------ | ---------------------------------------------------------------- | ------------------ | -------------- | ------------------ |
| Platz des Friedens 3-8 (Karte) | Platz des Friedens | Schmuckplatz mit sechs ehemaligen Offiziershäusern, 1930er Jahre | 094 46522          | Denkmalbereich | Platz des Friedens |

### Pölkenstraße
| Lage                                                          | Bezeichnung                | Beschreibung                                       | Erfassungs- nummer | Ausweisungsart | Bild                  |
| ------------------------------------------------------------- | -------------------------- | -------------------------------------------------- | ------------------ | -------------- | --------------------- |
| Pölkenstraße 1, 2 (Karte)                                     | Wohnhaus                   | Wohnhaus, um 1880                                  | 094 46150          | Baudenkmal     | Wohnhaus              |
| Pölkenstraße 5 (Karte)                                        | Wohnhaus                   | Wohnhaus, um 1680                                  | 094 46151          | Baudenkmal     | Weitere Bilder        |
| Pölkenstraße 6, Flur 37, Flurstück 1247, (Karte)              | Feilenhauerei Otto Ullrich | Werkstattgebäude, 2017 als Denkmal ausgewiesen     | 107 15062          | Baudenkmal     | Weitere Bilder        |
| Pölkenstraße 7 (Karte)                                        | Wohnhaus                   | Wohnhaus, 1903/04                                  | 094 46152          | Baudenkmal     | Wohnhaus              |
| Pölkenstraße 8 (Karte)                                        | Kaufmannshaus              | ehemaliges Kaufmannshaus                           | 094 46153          | Baudenkmal     | Kaufmannshaus         |
| Pölkenstraße 9 (Karte)                                        | Ackerbürgerhof             | ehemaliger Ackerbürgerhof, um 1680                 | 094 46154          | Baudenkmal     | Ackerbürgerhof        |
| Pölkenstraße 11 (Karte)                                       | Kaufmannshof               | ehemaliger Kaufmannshof, 1711                      | 094 46155          | Baudenkmal     | Kaufmannshof          |
| Pölkenstraße 15 (Karte)                                       | Kaufmannshof               | ehemaliger Kaufmannshof, um 1760                   | 094 46156          | Baudenkmal     | Kaufmannshof          |
| Pölkenstraße 17 (Karte)                                       | Wohnhaus                   | Wohnhaus, wohl 16. Jahrhundert                     | 094 46157          | Baudenkmal     | Wohnhaus              |
| Pölkenstraße 18 (Karte)                                       | Wohnhaus                   | Wohnhaus, 1658                                     | 094 46158          | Baudenkmal     | Wohnhaus              |
| Pölkenstraße 19 (Karte)                                       | Kaufmannshaus              | ehemaliges Kaufmannshaus, 1693                     | 094 46159          | Baudenkmal     | Kaufmannshaus         |
| Pölkenstraße 21 (Karte)                                       | Wohnhaus                   | Wohnhaus, um 1680                                  | 094 46160          | Baudenkmal     | Wohnhaus              |
| Pölkenstraße 22 (Karte)                                       | Wohnhaus                   | Wohnhaus, 1637                                     | 094 46161          | Baudenkmal     | Wohnhaus              |
| Pölkenstraße 25 (Karte)                                       | Wohnhaus                   | Wohnhaus, wohl zweite Hälfte des 17. Jahrhunderts  | 094 46162          | Baudenkmal     | Wohnhaus              |
| Pölkenstraße 26 (Karte)                                       | Wohnhaus                   | Wohnhaus, 1909/10                                  | 094 46163          | Baudenkmal     | Wohnhaus              |
| Pölkenstraße 27 (Karte)                                       | Ackerbürgerhof             | ehemaliger Ackerbürgerhof                          | 094 46164          | Baudenkmal     | Ackerbürgerhof        |
| Pölkenstraße 28 (Karte)                                       | Wohnhaus                   | Wohnhaus, um 1910                                  | 094 46165          | Baudenkmal     | Wohnhaus              |
| Pölkenstraße 29 (Karte)                                       | Wohnhaus                   | Wohnhaus, um 1830                                  | 094 46166          | Baudenkmal     | Wohnhaus              |
| Pölkenstraße 31 (Karte)                                       | Wohnhaus                   | Wohnhaus, um 1750                                  | 094 46167          | Baudenkmal     | Wohnhaus              |
| Pölkenstraße 33 (Karte)                                       | Wohnhaus                   | Wohnhaus, um 1700                                  | 094 46168          | Baudenkmal     | Wohnhaus              |
| Pölkenstraße 34 (Karte)                                       | Wohnhaus                   | Wohn- und Geschäftshaus, 1653                      | 094 46169          | Baudenkmal     | Wohnhaus              |
| Pölkenstraße 37 (Karte)                                       | Wohnhaus                   | Wohnhaus, um 1720                                  | 094 46170          | Baudenkmal     | Weitere Bilder        |
| Pölkenstraße 38 (Karte)                                       | Pölkenhof                  | ehemaliges Ackerbürgerhaus, um 1820                | 094 46171          | Baudenkmal     | Pölkenhof             |
| Pölkenstraße 39 (Karte)                                       | Wohnhaus                   | Wohnhaus, 1900                                     | 094 46417          | Baudenkmal     | Wohnhaus              |
| Pölkenstraße 42 (Karte)                                       | Ackerbürgerhof             | ehemaliger Ackerbürgerhof, 18. Jahrhundert         | 094 46638          | Baudenkmal     | Ackerbürgerhof        |
| Pölkenstraße 43 (Karte)                                       | Bürgerhof                  | ehemaliger Bürgerhof, frühes 18. Jahrhundert       | 094 46230          | Baudenkmal     | Bürgerhof             |
| Pölkenstraße 44, 45 (Karte)                                   | Wohnhaus                   | Wohnhaus, um 1680                                  | 094 46172          | Baudenkmal     | Wohnhaus              |
| Pölkenstraße 46 (Karte)                                       | Wohnhaus                   | Wohnhaus, 1788                                     | 094 46174          | Baudenkmal     | Wohnhaus              |
| Pölkenstraße 47 (Karte)                                       | Ackerbürgerhof             | ehemaliger Ackerbürgerhof, 17. und 18. Jahrhundert | 094 46173          | Baudenkmal     | Ackerbürgerhof        |
| Pölkenstraße 48 (Karte)                                       | Wirtschaftsgebäude         | Wirtschaftsgebäude                                 | 094 46442          | Baudenkmal     | Wirtschaftsgebäude    |
| Pölkenstraße 49 (Karte)                                       | Haus der Kleingärtner      | Wohnhaus, 1702                                     | 094 46176          | Baudenkmal     | Haus der Kleingärtner |
| Pölkenstraße 50 (Karte)                                       | Wirtschaftsgebäude         | Wirtschaftsgebäude, um 1700                        | 094 46478          | Baudenkmal     | Wirtschaftsgebäude    |
| Pölkenstraße 51a, an der Einmündung zur Bahnhofstraße (Karte) | Gartenhaus                 | Gartenhaus, um 1890                                | 094 46642          | Baudenkmal     | Gartenhaus            |

### Pölle
| Lage                                                                           | Bezeichnung   | Beschreibung | Erfassungs- nummer | Ausweisungsart | Bild           |
| ------------------------------------------------------------------------------ | ------------- | --- | ------------------ | -------------- | -------------- |
| Pölle 5 (Karte)                                                                | Wohnhaus      | Wohnhaus, 1665 | 094 45682          | Baudenkmal     | Wohnhaus       |
| Pölle 7 (Karte)                                                                | Handwerkerhof | ehemaliger Handwerkerhof, um 1530 | 094 45683          | Baudenkmal     | Handwerkerhof  |
| Pölle 8 (Karte)                                                                | Wohnhaus      | Wohnhaus, um 1560 | 094 45684          | Baudenkmal     | Wohnhaus       |
| Pölle 9 (Karte)                                                                | Kaufmannshof  | ehemaliger Kaufmannshof, 1687 | 094 45685          | Baudenkmal     | Kaufmannshof   |
| Pölle 10 (Karte)                                                               | Wohnhaus      | Wohnhaus, 1709 | 094 45686          | Baudenkmal     | Wohnhaus       |
| Pölle 12 (Karte)                                                               | Wohnhaus      | Wohnhaus, um 1680 | 094 45687          | Baudenkmal     | Wohnhaus       |
| Pölle 13 (Karte)                                                               | Wohnhaus      | Wohnhaus, um 1500 | 094 46641          | Baudenkmal     | Wohnhaus       |
| Pölle 14 (Karte)                                                               | Wohnhaus      | Wohnhaus, um 1700 | 094 45688          | Baudenkmal     | Wohnhaus       |
| Pölle 19 (Karte)                                                               | Wohnhaus      | Wohnhaus, 1901 | 094 46509          | Baudenkmal     | Wohnhaus       |
| Pölle 22 (Karte)                                                               | Wohnhaus      | Wohnhaus, gastronomische Einrichtung im unteren Geschoss, 1704 | 094 45689          | Baudenkmal     | Wohnhaus       |
| Pölle 23a (Karte)                                                              | Wohnhaus      | Wohnhaus, um 1870 | 094 46418          | Baudenkmal     | Wohnhaus       |
| Pölle 24 (Karte)                                                               | Wohnhaus      | Wohnhaus, um 1550 | 094 45690          | Baudenkmal     | Wohnhaus       |
| Pölle 27, 28 (Karte)                                                           | Wohnhaus      | Wohnhaus, 1632 | 094 45691          | Baudenkmal     | Wohnhaus       |
| Pölle 29 (Karte)                                                               | Bürgerhof     | ehemaliger Bürgerhof, um 1660 | 094 45692          | Baudenkmal     | Bürgerhof      |
| Pölle 30 (Karte)                                                               | Tür           | barocke Tür des Vorgängerbaus, der Verbleib der Tür ist in der Öffentlichkeit unbekannt, Barock | 094 46419          | Baudenkmal     | BW             |
| Pölle 31 (Karte)                                                               | Wohnhaus      | Wohnhaus, 1631 | 094 45693          | Baudenkmal     | Wohnhaus       |
| Pölle 32 (Karte)                                                               | Marstall      | Marstall, 1580 | 094 45694          | Baudenkmal     | Marstall       |
| Pölle 34 (Karte)                                                               | Gaststätte    | Gaststätte, 1894–1896 | 094 45695          | Baudenkmal     | Gaststätte     |
| Pölle 35 (Karte)                                                               | Wohnhaus      | Wohnhaus, 1898/99 | 094 45696          | Baudenkmal     | Wohnhaus       |
| Pölle 38 (Karte)                                                               | Wohnhaus      | Wohnhaus, um 1910 | 094 45697          | Baudenkmal     | Wohnhaus       |
| Pölle 39 (Karte)                                                               | Wohnhaus      | Wohnhaus, Geburtshaus von Johann Christoph Friedrich GutsMuths, um 1750 | 094 45698          | Baudenkmal     | Wohnhaus       |
| Pölle 41, Altstadt (Karte)                                                     | Wohnhaus      | Wohnhaus | 107 10003          | Baudenkmal     | Wohnhaus       |
| Pölle 42 (Karte)                                                               | Wohnhaus      | Wohnhaus, 17. Jahrhundert | 094 45699          | Baudenkmal     | Wohnhaus       |
| Pölle 43 (Karte)                                                               | Wohnhaus      | Wohnhaus, um 1760 | 094 45700          | Baudenkmal     | Wohnhaus       |
| Pölle 44 (Karte)                                                               | Wohnhaus      | Wohnhaus, 1658 | 094 45701          | Baudenkmal     | Wohnhaus       |
| Pölle 45 (Karte)                                                               | Kaufmannshaus | ehemaliges Kaufmannshaus, 1673 | 094 45702          | Baudenkmal     | Kaufmannshaus  |
| Pölle 46 (Karte)                                                               | Kaufmannshof  | ehemaliger Kaufmannshof, um 1525 | 094 45703          | Baudenkmal     | Kaufmannshof   |
| Pölle 47, 48 (Karte)                                                           | Kaufmannshof  | ehemaliger Kaufmannshof, um 1550 | 094 45704          | Baudenkmal     | Kaufmannshof   |
| Pölle 49 (Karte)                                                               | Bürgerhof     | ehemaliger Bürgerhof, 2. Hälfte des 17. Jahrhunderts | 094 46584          | Baudenkmal     | Bürgerhof      |
| Pölle 50, 51 (Karte)                                                           | Kaufmannshof  | ehemaliger Kaufmannshof, um 1760 | 094 45706          | Baudenkmal     | Kaufmannshof   |
| Pölle 51/52, an der Mauer auf Rückseite des Grundstücks zum Mühlgraben (Karte) | Epitaph       | Epitaph Patrozinium: Hans Schmidt, über 1 m großes Sandsteinrelieff mit gut erkennbaren Inschriften, 1. von drei Epitaphen, Zugang über die Straße „Am Hospital“ möglich, 2024 wurde die Ausweisungsart von Baudenkmal zu Kleindenkmal verändert.             | 094 50004          | Kleindenkmal   | Weitere Bilder |
| Pölle 51/52, an der Mauer auf Rückseite des Grundstücks zum Mühlgraben (Karte) | Epitaph       | Epitaph Patrozinium: Grabmal Elisabeth Truben, über 1 m großes Sandsteinrelieff mit gut erkennbaren Inschriften, 2. von drei Epitaphen, Zugang über die Straße „Am Hospital“ möglich, 2024 wurde die Ausweisungsart von Baudenkmal zu Kleindenkmal verändert. | 094 50005          | Kleindenkmal   | Weitere Bilder |
| Pölle 51/52, an der Mauer auf Rückseite des Grundstücks zum Mühlgraben (Karte) | Epitaph       | Epitaph über 1 m großes Sandsteinrelieff mit einer eingearbeiteten Figur, 3. von drei Epitaphen, Zugang über die Straße „Am Hospital“ möglich, 2024 wurde die Ausweisungsart von Baudenkmal zu Kleindenkmal verändert.                                        | 094 50003          | Kleindenkmal   | Weitere Bilder |
| Pölle 54 (Karte)                                                               | Wohnhof       | Wohnhaus, im Denkmalverzeichnis des Jahres 1998 nicht aufgeführt, jedoch im Handbuch der deutschen Kunstdenkmäler des Jahres 2002 als Kunstdenkmal benannt, um 1409                                                                                           | 094 21103          | Baudenkmal     | Wohnhof        |
| Pölle 55 (Karte)                                                               | Wohnhaus      | ehemaliges Wohnhaus, um 1500 | 094 45707          | Baudenkmal     | Wohnhaus       |
| Pölle 56 (Karte)                                                               | Wohnhaus      | Wohnhaus, um 1780 | 094 45708          | Baudenkmal     | Wohnhaus       |
| Pölle 57 (Karte)                                                               | Wohnhaus      | Wohnhaus mit Gewerbeeinheit, Ende des 18. Jahrhunderts | 094 46431          | Baudenkmal     | Wohnhaus       |

### Quarmbachweg
| Lage                 | Bezeichnung | Beschreibung | Erfassungs- nummer | Ausweisungsart | Bild           |
| -------------------- | ----------- | --- | ------------------ | -------------- | -------------- |
| Quarmbachweg (Karte) | Brücke      | Die Brücke wurde im Jahre 1926 erbaut. Die Brücke befindet sich östlich des Zusammenflusses der Wilden Bode und der Bode. | 094 46429          | Baudenkmal     | Weitere Bilder |

### Rambergweg
| Lage                              | Bezeichnung | Beschreibung           | Erfassungs- nummer | Ausweisungsart | Bild       |
| --------------------------------- | ----------- | ---------------------- | ------------------ | -------------- | ---------- |
| Rambergweg 4–6, 8, 10, 12 (Karte) | Straßenzug  | um 1890                | 094 46510          | Denkmalbereich | Straßenzug |
| Rambergweg 23 (Karte)             | Fabrik      | spätes 19. Jahrhundert | 094 46512          | Baudenkmal     | Fabrik     |
| Rambergweg (Karte)                | Schule      | 1888                   | 094 46513          | Baudenkmal     | Schule     |

### Rathenaustraße
| Lage                                | Bezeichnung | Beschreibung                                                                                 | Erfassungs- nummer | Ausweisungsart               | Bild       |
| ----------------------------------- | ----------- | -------------------------------------------------------------------------------------------- | ------------------ | ---------------------------- | ---------- |
| Rathenaustraße 2 (Karte)            | Wohnhaus    | Wohnhaus, Mitte des 19. Jahrhunderts                                                         | 094 46440          | Baudenkmal                   | Wohnhaus   |
| Rathenaustraße 3 (Karte)            | Wohnhaus    | Wohnhaus, um 1890                                                                            | 094 46441          | Baudenkmal                   | Wohnhaus   |
| Rathenaustraße 9 (Karte)            | Gasanstalt  | Gaswerk, 1863                                                                                | 094 46445          | Baudenkmal                   | Gasanstalt |
| Rathenaustraße 10, 10A, 10B (Karte) | Gaswerk     | Gaswerk Fabrik, ab 1863, Seit 2024 wird es als Teilobjekt des benachbarten Gaswerks geführt. | 094 45428          | Teilobjekt eines Baudenkmals | Gaswerk    |
| Rathenaustraße 9a (Karte)           | Wohnhaus    | Wohnhaus, 1903                                                                               | 094 46444          | Baudenkmal                   | Wohnhaus   |

### Reichenstraße
| Lage                      | Bezeichnung     | Beschreibung                                                 | Erfassungs- nummer | Ausweisungsart | Bild            |
| ------------------------- | --------------- | ------------------------------------------------------------ | ------------------ | -------------- | --------------- |
| Reichenstraße 1b (Karte)  | Wohnhaus        | Wohnhaus, um 1860                                            | 094 46177          | Baudenkmal     | Wohnhaus        |
| Reichenstraße 2 (Karte)   | Wohnhaus        | Wohnhaus, zweite Hälfte des 19. Jahrhunderts                 | 094 46178          | Baudenkmal     | Wohnhaus        |
| Reichenstraße 3 (Karte)   | Wohnhaus        | Wohnhaus, um 1680                                            | 094 46179          | Baudenkmal     | Wohnhaus        |
| Reichenstraße 5 (Karte)   | Wohnhaus        | Wohnhaus, ab 1356                                            | 094 46181          | Baudenkmal     | Wohnhaus        |
| Reichenstraße 15 (Karte)  | Wohnhaus        | Wohnhaus, zweite Hälfte des 17. Jahrhunderts                 | 094 46182          | Baudenkmal     | Wohnhaus        |
| Reichenstraße 17 (Karte)  | Wohnhaus        | Wohnhaus, 1701                                               | 094 46183          | Baudenkmal     | Wohnhaus        |
| Reichenstraße 18 (Karte)  | Wohnhaus        | Wohnhaus, um 1680                                            | 094 46184          | Baudenkmal     | Wohnhaus        |
| Reichenstraße 19 (Karte)  | Wohnhaus        | Wohnhaus, 1702                                               | 094 46185          | Baudenkmal     | Wohnhaus        |
| Reichenstraße 32 (Karte)  | Wohnhaus        | Wohnhaus, um 1700                                            | 094 46186          | Baudenkmal     | Wohnhaus        |
| Reichenstraße 35 (Karte)  | Wohnhaus        | Wohnhaus, um 1680                                            | 094 46187          | Baudenkmal     | Wohnhaus        |
| Reichenstraße 35a (Karte) | Wohnhaus        | Wohnhaus, 19. Jahrhundert                                    | 094 46188          | Baudenkmal     | Wohnhaus        |
| Reichenstraße 36 (Karte)  | Martinshof      | Wohnhaus, 1660                                               | 094 46189          | Baudenkmal     | Martinshof      |
| Reichenstraße 37 (Karte)  | Wohnhaus        | Wohnhaus, 1660                                               | 094 46190          | Baudenkmal     | Wohnhaus        |
| Reichenstraße 38 (Karte)  | Ackerbürgerhof  | ehemaliger Ackerbürgerhof, 1660                              | 094 46191          | Baudenkmal     | Ackerbürgerhof  |
| Reichenstraße 39 (Karte)  | Ackerbürgerhaus | ehemaliges Ackerbürgerhaus, 2. Hälfte 16. Jahrhundert        | 094 46192          | Baudenkmal     | Ackerbürgerhaus |
| Reichenstraße 40 (Karte)  | Ackerbürgerhaus | ehemaliges Ackerbürgerhaus, 1686                             | 094 46193          | Baudenkmal     | Ackerbürgerhaus |
| Reichenstraße 41 (Karte)  | Wohnhaus        | Wohnhaus, 1914                                               | 094 46194          | Baudenkmal     | Wohnhaus        |
| Reichenstraße 42 (Karte)  | Ackerbürgerhaus | ehemaliges Ackerbürgerhaus, 1666                             | 094 46195          | Baudenkmal     | Ackerbürgerhaus |
| Reichenstraße 43 (Karte)  | Wohnhaus        | Wohnhaus, 1696                                               | 094 46196          | Baudenkmal     | Wohnhaus        |
| Reichenstraße 44 (Karte)  | Ackerbürgerhof  | ehemaliger Ackerbürgerhof, erste Hälfte des 17. Jahrhunderts | 094 46197          | Baudenkmal     | Ackerbürgerhof  |

### Rittergasse
| Lage                   | Bezeichnung | Beschreibung              | Erfassungs- nummer | Ausweisungsart | Bild     |
| ---------------------- | ----------- | ------------------------- | ------------------ | -------------- | -------- |
| Rittergasse 5 (Karte)  | Wohnhaus    | Wohnhaus, 1665            | 094 45930          | Baudenkmal     | Wohnhaus |
| Rittergasse 7 (Karte)  | Wohnhaus    | Wohnhaus, 18. Jahrhundert | 094 46633          | Baudenkmal     | Wohnhaus |
| Rittergasse 11 (Karte) | Wohnhaus    | Wohnhaus, um 1700         | 094 46634          | Baudenkmal     | Wohnhaus |
| Rittergasse 12 (Karte) | Wohnhaus    | Wohnhaus, 17. Jahrhundert | 094 46635          | Baudenkmal     | Wohnhaus |

### Schlossberg
| Lage                                                                                              | Bezeichnung                | Beschreibung | Erfassungs- nummer | Ausweisungsart               | Bild           |
| ------------------------------------------------------------------------------------------------- | -------------------------- | --- | ------------------ | ---------------------------- | -------------- |
| Schlossberg 1 (Karte)                                                                             | Stiftsberg Quedlinburg     | Schloss Quedlinburg mit der Stiftskirche St. Servatius, ab 1070 | 094 45933          | Baudenkmal                   | Weitere Bilder |
| Schlossberg 1g, südlich der Altstadt auf dem Stiftsberg im Westendorf 148,2 Meter über NN (Karte) | Stiftskirche St. Servatius | Kirche | 094 45933 001      | Teilobjekt eines Baudenkmals | Weitere Bilder |
| Schlossberg 1 (Karte)                                                                             | Sammlung                   | Bücher, Archivalien, Kunstgut des Stiftsberges Quedlinburg | 107 10004          | bewegliches Kulturdenkmal    | Weitere Bilder |
| Schlossberg 1a (Karte)                                                                            | Torhaus                    | Torhaus, 1728 | 094 45934          | Baudenkmal                   | Torhaus        |
| Schlossberg 2 (Karte)                                                                             | Wohnhaus                   | Wohnhaus, 1688 | 094 45935          | Baudenkmal                   | Wohnhaus       |
| Schlossberg 3 (Karte)                                                                             | Wohnhaus                   | Wohnhaus, um 1620 | 094 45936          | Baudenkmal                   | Wohnhaus       |
| Schlossberg 4 (Karte)                                                                             | Wohnhaus                   | Wohnhaus, um 1580 | 094 45937          | Baudenkmal                   | Wohnhaus       |
| Schlossberg 5 (Karte)                                                                             | Wohnhaus                   | Wohnhaus, um 1820 | 094 45938          | Baudenkmal                   | Wohnhaus       |
| Schlossberg 6 (Karte)                                                                             | Wohnhaus                   | Wohnhaus, um 1680 | 094 45939          | Baudenkmal                   | Wohnhaus       |
| Schlossberg 7 (Karte)                                                                             | Wohnhaus                   | Wohnhaus, um 1800 | 094 45940          | Baudenkmal                   | Wohnhaus       |
| Schlossberg 9 (Karte)                                                                             | Wohnhaus                   | Wohnhaus, um 1680 | 094 45941          | Baudenkmal                   | Weitere Bilder |
| Schlossberg 10 (Karte)                                                                            | Wohnhaus                   | Wohnhaus, um 1580 | 094 45942          | Baudenkmal                   | Wohnhaus       |
| Schlossberg 11 (Karte)                                                                            | Abteivorwerk               | Vorwerk, Fachwerkhaus aus der Zeit um 1660, Zugang zur Lyonel-Feininger-Galerie, um 1660                                                                              | 094 45943          | Baudenkmal                   | Abteivorwerk   |
| Schlossberg 12 (Karte)                                                                            | Wohnhaus                   | Geburtshaus des Dichters Friedrich Gottlieb Klopstock, um 1570 | 094 45944          | Baudenkmal                   | Wohnhaus       |
| Schlossberg 13 (Karte)                                                                            | Wohnhaus                   | Wohnhaus von 1740, Sanierung 1999, heute im Erdgeschoss und 1. Obergeschoss gastronomische Nutzung durch eine Käsekuchenbäckerei, im 2. OG und im Dachgeschoss Wohnen | 094 45945          | Baudenkmal                   | Wohnhaus       |
| Schlossberg 14 (Karte)                                                                            | Wohnhaus                   | Wohnhaus, um 1760/1780 | 094 45946          | Baudenkmal                   | Wohnhaus       |
| Schlossberg 16 (Karte)                                                                            | Wohnhaus                   | Wohn- und Geschäftshaus, Eckgebäude mit Gewölbekeller, um 1740 | 094 45948          | Baudenkmal                   | Wohnhaus       |
| Schlossberg 17 (Karte)                                                                            | Wohnhaus                   | Wohnhaus, um 1780 | 094 45949          | Baudenkmal                   | Wohnhaus       |
| Schlossberg 18 (Karte)                                                                            | Wohnhaus                   | Wohnhaus, um 1780 | 094 45950          | Baudenkmal                   | Wohnhaus       |
| Schlossberg 19 (Karte)                                                                            | Wohnhaus                   | Wohnhaus, um 1700/1720 | 094 45951          | Baudenkmal                   | Wohnhaus       |
| Schlossberg 21 (Karte)                                                                            | Wohnhaus                   | Wohnhaus, um 1710 | 094 46517          | Baudenkmal                   | Wohnhaus       |
| Schlossberg 22 (Karte)                                                                            | Wohnhaus                   | Wohnhaus, 1718 | 094 45952          | Baudenkmal                   | Wohnhaus       |
| Schlossberg 23 (Karte)                                                                            | Wohnhaus                   | Wohnhaus, 1686 | 094 45953          | Baudenkmal                   | Wohnhaus       |
| Schlossberg 24 (Karte)                                                                            | Wohnhaus                   | Wohnhaus, 1717 | 094 45954          | Baudenkmal                   | Wohnhaus       |
| Schlossberg 25 (Karte)                                                                            | Wohnhaus                   | Wohnhaus, um 1710 | 094 45955          | Baudenkmal                   | Wohnhaus       |
| Schlossberg 26 (Karte)                                                                            | Wohnhaus                   | Wohnhaus, um 1700 | 094 45956          | Baudenkmal                   | Wohnhaus       |
| Schlossberg 29 (Karte)                                                                            | Wohnhaus                   | Wohnhaus, 1730 | 094 46519          | Baudenkmal                   | Wohnhaus       |
| Schlossberg 32 (Karte)                                                                            | Wohnhaus                   | Wohnhaus, 17. Jahrhundert | 094 46521          | Baudenkmal                   | Wohnhaus       |
| Schlossberg 35 (Karte)                                                                            | Wohnhaus                   | Wohnhaus, um 1720 | 094 45959          | Baudenkmal                   | Wohnhaus       |
| Schlossberg 36 (Karte)                                                                            | Wohnhaus                   | Wohnhaus, um 1720 | 094 45960          | Baudenkmal                   | Wohnhaus       |
| Schlossberg 37 (Karte)                                                                            | Wohnhaus                   | Wohnhaus, um 1800 | 094 45961          | Baudenkmal                   | Wohnhaus       |
| Schlossberg 38 (Karte)                                                                            | Wohnhaus                   | Wohnhaus, um 1800 | 094 45962          | Baudenkmal                   | Wohnhaus       |
| Schlossberg 39 (Karte)                                                                            | Wohnhaus                   | Wohnhaus, um 1780 | 094 45963          | Baudenkmal                   | Wohnhaus       |

### Schmale Straße
| Lage                      | Bezeichnung     | Beschreibung | Erfassungs- nummer | Ausweisungsart | Bild            |
| ------------------------- | --------------- | --- | ------------------ | -------------- | --------------- |
| Schmale Straße 4 (Karte)  | Wohnhaus        | Wohnhaus, 1690 | 094 45709          | Baudenkmal     | Wohnhaus        |
| Schmale Straße 5 (Karte)  | Kaufmannshaus   | Kaufmannshaus, um 1740 | 094 45710          | Baudenkmal     | Kaufmannshaus   |
| Schmale Straße 6 (Karte)  | Kaufmannshaus   | Kaufmannshaus, um 1680 | 094 45711          | Baudenkmal     | Kaufmannshaus   |
| Schmale Straße 7 (Karte)  | Wohnhaus        | Wohnhaus, 1690 | 094 45712          | Baudenkmal     | Wohnhaus        |
| Schmale Straße 12 (Karte) | Kaufmannshof    | Kaufmannshof, 1706 | 094 45713          | Baudenkmal     | Kaufmannshof    |
| Schmale Straße 13 (Karte) | Kaufmannshof    | Kaufmannshof, 1592 Gewölbekeller, Sandstein-Fenstergewänden und rußgeschwärzte Balken in der jüngeren Vergangenheit als Gesundheitsamt des ehemaligen Landkreises Quedlinburg genutzt heutige Nutzung als Wohnhaus, der ehemalige Hauseingang wurde einer Erdgeschosswohnung zugeordnet und verschlossen, Eingang jetzt nur noch über den Hof möglich | 094 45714          | Baudenkmal     | Kaufmannshof    |
| Schmale Straße 15 (Karte) | Keller          | Keller als Rest eines Gebäudes aus dem 16. Jahrhundert, 16. Jahrhundert | 094 46296          | Baudenkmal     | Keller          |
| Schmale Straße 19 (Karte) | Wohnhaus        | Wohnhaus, zweite Hälfte des 17. Jahrhunderts | 094 46601          | Baudenkmal     | Wohnhaus        |
| Schmale Straße 20 (Karte) | Wohnhaus        | Wohnhaus, um 1660 | 094 45715          | Baudenkmal     | Wohnhaus        |
| Schmale Straße 21 (Karte) | Wohnhaus        | Wohnhaus, 17. Jahrhundert | 094 45716          | Baudenkmal     | Wohnhaus        |
| Schmale Straße 22 (Karte) | Wohnhaus        | Wohnhaus, um 1740 | 094 45717          | Baudenkmal     | Wohnhaus        |
| Schmale Straße 23 (Karte) | Wohnhaus        | Wohnhaus, um 1740 | 094 45718          | Baudenkmal     | Wohnhaus        |
| Schmale Straße 24 (Karte) | Wohnhaus        | Wohnhaus, 16. Jahrhundert | 094 45719          | Baudenkmal     | Wohnhaus        |
| Schmale Straße 29 (Karte) | Ackerbürgerhaus | Ackerbürgerhof, um 1750 | 094 46293          | Baudenkmal     | Ackerbürgerhaus |
| Schmale Straße 30 (Karte) | Wohnhaus        | Wohnhaus, um 1500 | 094 46640          | Baudenkmal     | Wohnhaus        |
| Schmale Straße 32 (Karte) | Wohnhaus        | Wohnhaus, um 1680 | 094 45721          | Baudenkmal     | Wohnhaus        |
| Schmale Straße 33 (Karte) | Wohnhaus        | Wohnhaus, 1678 bis 1950 Bäckerei, um 1740 | 094 45722          | Baudenkmal     | Wohnhaus        |
| Schmale Straße 47 (Karte) | Wohnhaus        | Wohnhaus, 1452 | 094 45723          | Baudenkmal     | Wohnhaus        |
| Schmale Straße 48 (Karte) | Wohnhaus        | Wohnhaus von 1700 mit heutiger Wohnfläche von ca. 110 m² vollständige Sanierung 2005 | 094 45724          | Baudenkmal     | Wohnhaus        |
| Schmale Straße 49 (Karte) | Wohnhaus        | Wohnhaus von ca. 1380 Sanierung 2005, heutige Wohnfläche 110 m² | 094 21178          | Baudenkmal     | Wohnhaus        |
| Schmale Straße 50 (Karte) | Kaufmannshof    | vermutlich vom Quedlinburger Zimmerermeister Heinrich Rühle für den Grobschmied Nagel 1640 errichtet 2005 saniert, heute Nutzung als Einfamilienhaus mit 165 m² Wohnfläche | 094 45725          | Baudenkmal     | Kaufmannshof    |
| Schmale Straße 51 (Karte) | Kaufmannshaus   | Wohnhaus, um 1680 | 094 45726          | Baudenkmal     | Kaufmannshaus   |
| Schmale Straße 52 (Karte) | Wohnhaus        | Wohnhaus, 1821 | 094 45727          | Baudenkmal     | Wohnhaus        |
| Schmale Straße 59 (Karte) | Wohnhaus        | Wohnhaus, 1680 | 094 45728          | Baudenkmal     | Wohnhaus        |

### Schuhhof
| Lage               | Bezeichnung    | Beschreibung                                          | Erfassungs- nummer | Ausweisungsart | Bild           |
| ------------------ | -------------- | ----------------------------------------------------- | ------------------ | -------------- | -------------- |
| Schuhhof 1 (Karte) | Handwerkerhaus | ehemaliges Handwerkerhaus, um 1550                    | 094 45729          | Baudenkmal     | Handwerkerhaus |
| Schuhhof 2 (Karte) | Handwerkerhaus | ehemaliges Handwerkerhaus, um 1640                    | 094 45730          | Baudenkmal     | Handwerkerhaus |
| Schuhhof 3 (Karte) | Handwerkerhaus | ehemaliges Handwerkerhaus, um 1760                    | 094 45731          | Baudenkmal     | Handwerkerhaus |
| Schuhhof 4 (Karte) | Handwerkerhaus | ehemaliges Handwerkerhaus, um 1760                    | 094 45732          | Baudenkmal     | Handwerkerhaus |
| Schuhhof 5 (Karte) | Handwerkerhaus | ehemaliges Handwerkerhaus, Mitte des 18. Jahrhunderts | 094 45733          | Baudenkmal     | Handwerkerhaus |
| Schuhhof 6 (Karte) | Handwerkerhaus | ehemaliges Handwerkerhaus, Mitte des 18. Jahrhunderts | 094 45734          | Baudenkmal     | Handwerkerhaus |
| Schuhhof 7 (Karte) | Handwerkerhaus | ehemaliges Handwerkerhaus, um 1760                    | 094 45735          | Baudenkmal     | Handwerkerhaus |
| Schuhhof 8 (Karte) | Handwerkerhaus | ehemaliges Handwerkerhaus, um 1760                    | 094 45736          | Baudenkmal     | Handwerkerhaus |

### Schulstraße
| Lage                   | Bezeichnung              | Beschreibung | Erfassungs- nummer | Ausweisungsart | Bild                     |
| ---------------------- | ------------------------ | --- | ------------------ | -------------- | ------------------------ |
| Schulstraße (Karte)    | Kapelle, Franziskanerbau | Bau unbekannter Nutzung, spätere Nutzung als Turnhalle der benachbarten Bosseschule, heute unbenutzbar, zweite Hälfte des 13. Jahrhunderts | 094 45737          | Baudenkmal     | Kapelle, Franziskanerbau |
| Schulstraße 1 (Karte)  | Bosseschule              | Schule, Realschule, 1891/1892 | 094 45738          | Baudenkmal     | Bosseschule              |
| Schulstraße 5 (Karte)  | Wohnhaus                 | Wohnhaus, um 1719 | 094 45739          | Baudenkmal     | Wohnhaus                 |
| Schulstraße 6 (Karte)  | Wohnhaus                 | Wohnhaus, 1694 | 094 45740          | Baudenkmal     | Wohnhaus                 |
| Schulstraße 7 (Karte)  | Wohnhaus                 | Wohnhaus | 094 45741          | Baudenkmal     | Wohnhaus                 |
| Schulstraße 9 (Karte)  | Wohnhaus                 | Wohnhaus, 1666 | 094 45742          | Baudenkmal     | Wohnhaus                 |
| Schulstraße 10 (Karte) | Wohnhaus                 | Wohnhaus, 1702 | 094 45743          | Baudenkmal     | Wohnhaus                 |

### Severinweg
| Lage                      | Bezeichnung                  | Beschreibung                                                                                            | Erfassungs- nummer | Ausweisungsart | Bild                         |
| ------------------------- | ---------------------------- | --- | ------------------ | -------------- | ---------------------------- |
| Severinweg 1–5, 7 (Karte) | Straßenzug Severinweg 1-5, 7 | Straßenzug Seit 2024 wird der Straßenzug nicht mehr als Baudenkmal, sondern als Denkmalbereich geführt. | 094 46602          | Denkmalbereich | Straßenzug Severinweg 1-5, 7 |
| Severinweg 7 (Karte)      | Fabrik                       | Fabrik, ab etwa 1915                                                                                    | 094 46523          | Baudenkmal     | Fabrik                       |

### Steinbrücke
| Lage                       | Bezeichnung             | Beschreibung                       | Erfassungs- nummer | Ausweisungsart | Bild                    |
| -------------------------- | ----------------------- | ---------------------------------- | ------------------ | -------------- | ----------------------- |
| Steinbrücke 1, 2 (Karte)   | Wohnhaus                | Wohnhaus, um 1660                  | 094 45746          | Baudenkmal     | Wohnhaus                |
| Steinbrücke (Karte)        | Brücke                  | Brücke, 13. Jahrhundert            | 094 45745          | Baudenkmal     | Brücke                  |
| Steinbrücke 3 (Karte)      | Wohnhaus                | Wohnhaus, 1677                     | 094 45747          | Baudenkmal     | Wohnhaus                |
| Steinbrücke 4, 5 (Karte)   | Wohn- und Geschäftshaus | Wohn- und Geschäftshaus, 1897      | 094 46575          | Baudenkmal     | Wohn- und Geschäftshaus |
| Steinbrücke 6 (Karte)      | Wohn- und Geschäftshaus | Wohn- und Geschäftshaus, um 1680   | 094 45748          | Baudenkmal     | Wohn- und Geschäftshaus |
| Steinbrücke 7 (Karte)      | Kaufmannshaus           | ehemaliges Kaufmannshaus, um 1840  | 094 45749          | Baudenkmal     | Kaufmannshaus           |
| Steinbrücke 10 (Karte)     | Wohn- und Geschäftshaus | Wohn- und Geschäftshaus, 1907      | 094 46420          | Baudenkmal     | Wohn- und Geschäftshaus |
| Steinbrücke 11 (Karte)     | Wohnhaus                | Wohnhaus, 1903                     | 094 45750          | Baudenkmal     | Wohnhaus                |
| Steinbrücke 12, 13 (Karte) | Wohn- und Geschäftshaus | Wohn- und Geschäftshaus, 1903      | 094 45751          | Baudenkmal     | Wohn- und Geschäftshaus |
| Steinbrücke 14 (Karte)     | Wohn- und Geschäftshaus | Wohn- und Geschäftshaus, 1900/1905 | 094 46421          | Baudenkmal     | Wohn- und Geschäftshaus |
| Steinbrücke 18 (Karte)     | Kaufmannshaus           | ehemaliges Kaufmannshaus, um 1760  | 094 45752          | Baudenkmal     | Kaufmannshaus           |
| Steinbrücke 19 (Karte)     | Kaufmannshaus           | ehemaliges Kaufmannshaus, 1676     | 094 45753          | Baudenkmal     | Kaufmannshaus           |
| Steinbrücke 20 (Karte)     | Wohnhaus                | Wohnhaus, um 1680                  | 094 45754          | Baudenkmal     | Wohnhaus                |
| Steinbrücke 21 (Karte)     | Kaufmannshaus           | Wohnhaus, 1688                     | 094 45755          | Baudenkmal     | Kaufmannshaus           |
| Steinbrücke 22 (Karte)     | Wohnhaus                | Wohnhaus, 1677                     | 094 45756          | Baudenkmal     | Wohnhaus                |
| Steinbrücke 23 (Karte)     | Wohn- und Geschäftshaus | Wohn- und Geschäftshaus, 1897      | 094 45757          | Baudenkmal     | Wohn- und Geschäftshaus |

### Steinholzstraße
| Lage                                        | Bezeichnung           | Beschreibung                  | Erfassungs- nummer | Ausweisungsart | Bild                  |
| ------------------------------------------- | --------------------- | ----------------------------- | ------------------ | -------------- | --------------------- |
| Steinholzstraße 3, 4, 5, 6, 7, 8, 9 (Karte) | Straßenzug            | Straßenzug, um 1900           | 094 46516          | Denkmalbereich | Straßenzug            |
| Steinholzstraße 4 (Karte)                   | Wohnhaus              | Wohnhaus, 1907/1908           | 094 46526          | Baudenkmal     | Wohnhaus              |
| Steinholzstraße 5 (Karte)                   | Wohnhaus              | Wohnhaus, 1907                | 094 46527          | Baudenkmal     | Wohnhaus              |
| Steinholzstraße 7, 7a (Karte)               | Gaststätte Zur Quelle | Wohn- und Geschäftshaus, 1909 | 094 46528          | Baudenkmal     | Gaststätte Zur Quelle |

### Steinweg
| Lage                                                       | Bezeichnung             | Beschreibung                                                                            | Erfassungs- nummer | Ausweisungsart | Bild                    |
| ---------------------------------------------------------- | ----------------------- | --------------------------------------------------------------------------------------- | ------------------ | -------------- | ----------------------- |
| Steinweg 1 (Karte)                                         | Wohn- und Geschäftshaus | Wohn- und Geschäftshaus, um 1910                                                        | 094 46198          | Baudenkmal     | Wohn- und Geschäftshaus |
| Steinweg 1a, 1b (Karte)                                    | Wohnhaus                | Wohnhaus, um 1900                                                                       | 094 46199          | Baudenkmal     | Wohnhaus                |
| Steinweg 2 (Karte)                                         | Ackerbürgerhof          | ehemaliger Ackerbürgerhof, um 1730                                                      | 094 46202          | Baudenkmal     | Ackerbürgerhof          |
| Steinweg 3 (Karte)                                         | Wohnhaus                | Wohnhaus, um 1560                                                                       | 094 46200          | Baudenkmal     | Wohnhaus                |
| Steinweg 4 (Karte)                                         | Kaufmannshaus           | ehemaliges Kaufmannshaus, 1674                                                          | 094 46201          | Baudenkmal     | Kaufmannshaus           |
| Steinweg 5 (Karte)                                         | Bürgerhof               | ehemaliger Bürgerhof, spätes 18. Jahrhundert                                            | 094 46313          | Baudenkmal     | Bürgerhof               |
| Steinweg 7 (Karte)                                         | Wohnhaus                | Wohnhaus, um 1760                                                                       | 094 46203          | Baudenkmal     | Wohnhaus                |
| Steinweg 8 (Karte)                                         | Wohnhaus                | Wohnhaus, um 1600                                                                       | 094 46204          | Baudenkmal     | Wohnhaus                |
| Steinweg 9 (Karte)                                         | Wohnhaus                | Wohnhaus, um 1650                                                                       | 094 46205          | Baudenkmal     | Wohnhaus                |
| Steinweg 10 (Karte)                                        | Wohnhaus                | Wohnhaus, um 1680                                                                       | 094 46206          | Baudenkmal     | Wohnhaus                |
| Steinweg 11 (Karte)                                        | Kaufmannshaus           | ehemaliges Kaufmannshaus, Hotel Zur goldenen Sonne, 1671                                | 094 46207          | Baudenkmal     | Kaufmannshaus           |
| Steinweg 15 (Karte)                                        | Wohnhaus                | Wohnhaus, um 1880                                                                       | 094 46209          | Baudenkmal     | Wohnhaus                |
| Steinweg 17 (Karte)                                        | Wohnhaus                | Wohnhaus, 1. Hälfte des 16. Jahrhunderts                                                | 094 46210          | Baudenkmal     | Wohnhaus                |
| Steinweg 18 (Karte)                                        | Ackerbürgerhof          | ehemaliger Ackerbürgerhof, um 1720                                                      | 094 46211          | Baudenkmal     | Ackerbürgerhof          |
| Steinweg 19 (Karte)                                        | Kaufmannshof            | ehemaliger Kaufmannshof, 1719                                                           | 094 46212          | Baudenkmal     | Kaufmannshof            |
| Steinweg 19a                                               | Ballhaus                | Ballhaus 2021 als Denkmal eingetragen                                                   | 107 15074          | Baudenkmal     |                         |
| Steinweg 20 (Karte)                                        | Ackerbürgerhof          | ehemaliger Ackerbürgerhof, um 1740                                                      | 094 46213          | Baudenkmal     | Ackerbürgerhof          |
| Steinweg 21 (Karte)                                        | Kaufmannshof            | ehemaliger Kaufmannshof, frühes 17. Jahrhundert                                         | 094 46214          | Baudenkmal     | Kaufmannshof            |
| Steinweg 22 (Karte)                                        | Wohnhaus                | Wohnhaus, ehemalige Bäckerei im unteren Geschoss                                        | 094 46215          | Baudenkmal     | Wohnhaus                |
| Steinweg 23 (Karte)                                        | Kaufmannshaus, Börse    | ehemaliges Kaufmannshaus, 1683                                                          | 094 46216          | Baudenkmal     | Kaufmannshaus, Börse    |
| Steinweg 24 (Karte)                                        | Ackerbürgerhof          | ehemaliger Ackerbürgerhof, vor 1750                                                     | 094 46217          | Baudenkmal     | Ackerbürgerhof          |
| Steinweg 25 (Karte)                                        | Ackerbürgerhof          | ehemaliger Ackerbürgerhof und Gastwirtschaft Stadt Braunschweig, Anfang 17. Jahrhundert | 094 46218          | Baudenkmal     | Ackerbürgerhof          |
| Steinweg 26 (Karte)                                        | Wohnhaus                | Wohnhaus, um 1740                                                                       | 094 46219          | Baudenkmal     | Wohnhaus                |
| Steinweg 27 (Karte)                                        | Ackerbürgerhaus         | ehemaliges Ackerbürgerhaus, um 1800                                                     | 094 46220          | Baudenkmal     | Ackerbürgerhaus         |
| Steinweg 28, quer zum Wohnhaus, freistehend im Hof (Karte) | Verwaltungsgebäude      | ehemaliges Ackerbürgerhaus, 2. Hälfte des 16. Jahrhunderts                              | 094 46458          | Baudenkmal     | Verwaltungsgebäude      |
| Steinweg 29 (Karte)                                        | Wohnhaus                | Wohnhaus, 2. Hälfte des 16. Jahrhunderts                                                | 094 46221          | Baudenkmal     | Wohnhaus                |
| Steinweg 31 (Karte)                                        | Wohnhaus                | Wohnhaus, 1594                                                                          | 094 46222          | Baudenkmal     | Wohnhaus                |
| Steinweg 32 (Karte)                                        | Kaufmannshof            | ehemaliger Kaufmannshof, 1700                                                           | 094 46223          | Baudenkmal     | Kaufmannshof            |
| Steinweg 33 (Karte)                                        | Kaufmannshaus           | ehemaliger Kaufmannshof                                                                 | 094 46224          | Baudenkmal     | Kaufmannshaus           |
| Steinweg 34 (Karte)                                        | Wohnhaus                | Wohnhaus, 1714                                                                          | 094 46225          | Baudenkmal     | Wohnhaus                |
| Steinweg 35 (Karte)                                        | Wohnhaus                | Wohnhaus, um 1800                                                                       | 094 46226          | Baudenkmal     | Wohnhaus                |
| Steinweg 36 (Karte)                                        | Wohnhaus                | Wohnhaus, 1798                                                                          | 094 46227          | Baudenkmal     | Wohnhaus                |
| Steinweg 40 (Karte)                                        | Wohnhaus                | Wohnhaus, 1. Hälfte des 16. Jahrhunderts                                                | 094 46228          | Baudenkmal     | Wohnhaus                |
| Steinweg 43 (Karte)                                        | Ackerbürgerhaus         | ehemaliges Ackerbürgerhaus, 1703                                                        | 094 46229          | Baudenkmal     | Ackerbürgerhaus         |
| Steinweg 44b (Karte)                                       | Wohnhaus                | Wohnhaus, um 1900                                                                       | 094 46231          | Baudenkmal     | Wohnhaus                |
| Steinweg 45 (Karte)                                        | Ackerbürgerhaus         | ehemaliges Ackerbürgerhaus, 1696                                                        | 094 46232          | Baudenkmal     | Ackerbürgerhaus         |
| Steinweg 46 (Karte)                                        | Ackerbürgerhof          | ehemaliger Ackerbürgerhof, 1860                                                         | 094 46233          | Baudenkmal     | Ackerbürgerhof          |
| Steinweg 48 (Karte)                                        | Wohnhaus                | Wohnhaus, 1688                                                                          | 094 46235          | Baudenkmal     | Wohnhaus                |
| Steinweg 49 (Karte)                                        | Wohnhaus                | Wohnhaus, frühes 19. Jahrhundert                                                        | 094 46234          | Baudenkmal     | Wohnhaus                |
| Steinweg 51 (Karte)                                        | Wohnhaus                | Wohnhaus, um 1780                                                                       | 094 46236          | Baudenkmal     | Wohnhaus                |
| Steinweg 53 (Karte)                                        | Wohnhaus                | Wohnhaus, um 1830                                                                       | 094 46422          | Baudenkmal     | Wohnhaus                |
| Steinweg 54 (Karte)                                        | Kaufmannshaus           | ehemaliges Kaufmannshaus, 1613                                                          | 094 46238          | Baudenkmal     | Kaufmannshaus           |
| Steinweg 55 (Karte)                                        | Wohnhaus                | Wohnhaus, um 1760                                                                       | 094 46239          | Baudenkmal     | Wohnhaus                |
| Steinweg 56 (Karte)                                        | Kaufmannshof            | ehemaliger Kaufmannshof, 1783                                                           | 094 46240          | Baudenkmal     | Kaufmannshof            |
| Steinweg 57 (Karte)                                        | Ackerbürgerhof          | ehemaliger Ackerbürgerhof, 1812                                                         | 094 46241          | Baudenkmal     | Ackerbürgerhof          |
| Steinweg 58 (Karte)                                        | Wohnhaus                | Wohnhaus, um 1780                                                                       | 094 46242          | Baudenkmal     | Wohnhaus                |
| Steinweg 59 (Karte)                                        | Wohnhaus                | Wohnhaus, um 1700                                                                       | 094 46243          | Baudenkmal     | Wohnhaus                |
| Steinweg 60 (Karte)                                        | Kaufmannshaus           | ehemaliges Kaufmannshaus, 1696                                                          | 094 46244          | Baudenkmal     | Kaufmannshaus           |
| Steinweg 61 (Karte)                                        | Kaufmannshaus           | ehemaliges Kaufmannshaus, um 1790                                                       | 094 46245          | Baudenkmal     | Kaufmannshaus           |
| Steinweg 64 (Karte)                                        | Wohn- und Geschäftshaus | Wohn- und Geschäftshaus, Mitte des 19. Jahrhunderts                                     | 094 46604          | Baudenkmal     | Wohn- und Geschäftshaus |
| Steinweg 65 (Karte)                                        | Wohnhaus                | Wohnhaus, 1661                                                                          | 094 46247          | Baudenkmal     | Wohnhaus                |
| Steinweg 66 (Karte)                                        | Kaufmannshaus           | ehemaliges Kaufmannshaus, 1670                                                          | 094 46248          | Baudenkmal     | Kaufmannshaus           |
| Steinweg 67 (Karte)                                        | Wohnhaus                | Wohnhaus, um 1620/30                                                                    | 094 46249          | Baudenkmal     | Wohnhaus                |
| Steinweg 68 (Karte)                                        | Kaufmannshaus           | ehemaliges Kaufmannshaus, 1673                                                          | 094 46250          | Baudenkmal     | Kaufmannshaus           |
| Steinweg 69 (Karte)                                        | Wohnhaus                | Wohnhaus, 1684                                                                          | 094 46252          | Baudenkmal     | Wohnhaus                |
| Steinweg 70 (Karte)                                        | Wohnhof                 | Wohnhaus, 1684                                                                          | 094 46134          | Baudenkmal     | Wohnhof                 |
| Steinweg 74 (Karte)                                        | Ackerbürgerhof          | ehemaliger Ackerbürgerhof, um 1740                                                      | 094 46253          | Baudenkmal     | Ackerbürgerhof          |
| Steinweg 76 (Karte)                                        | Kaufmannshaus           | ehemaliges Kaufmannshaus                                                                | 094 46254          | Baudenkmal     | Kaufmannshaus           |
| Steinweg 77 (Karte)                                        | Wohnhaus                | Wohnhaus, um 1760                                                                       | 094 46251          | Baudenkmal     | Wohnhaus                |
| Steinweg 78 (Karte)                                        | Wohnhaus                | Wohnhaus, Mitte des 18. Jahrhunderts                                                    | 094 46180          | Baudenkmal     | Wohnhaus                |
| Steinweg 79 (Karte)                                        | Ackerbürgerhof          | ehemaliger Ackerbürgerhof, um 1760                                                      | 094 46255          | Baudenkmal     | Ackerbürgerhof          |
| Steinweg 81 (Karte)                                        | Wohnhaus                | Wohnhaus                                                                                | 094 46137          | Baudenkmal     | Wohnhaus                |
| Steinweg 85 (Karte)                                        | Wohn- und Geschäftshaus | Wohn- und Geschäftshaus, um 1890                                                        | 094 46257          | Baudenkmal     | Wohn- und Geschäftshaus |
| Steinweg 86 (Karte)                                        | Wohn- und Geschäftshaus | Wohn- und Geschäftshaus, um 1860                                                        | 094 46423          | Baudenkmal     | Wohn- und Geschäftshaus |
| Steinweg 90, 91 (Karte)                                    | Bankgebäude             | Bankgebäude, um 1880/1890                                                               | 094 46259          | Baudenkmal     | Bankgebäude             |

### Stieg
| Lage               | Bezeichnung                  | Beschreibung                                   | Erfassungs- nummer | Ausweisungsart | Bild                         |
| ------------------ | ---------------------------- | ---------------------------------------------- | ------------------ | -------------- | ---------------------------- |
| Stieg 1 (Karte)    | Kaufmannshaus                | ehemaliges Kaufmannshaus, 1664                 | 094 45758          | Baudenkmal     | Kaufmannshaus                |
| Stieg 4 (Karte)    | Wohnhaus                     | Wohnhaus, um 1760                              | 094 45759          | Baudenkmal     | Wohnhaus                     |
| Stieg 6 (Karte)    | Kaufmannshaus                | ehemaliges Kaufmannshaus, 1678                 | 094 45760          | Baudenkmal     | Kaufmannshaus                |
| Stieg 7 (Karte)    | Wohnhaus                     | Wohnhaus, 1668                                 | 094 45761          | Baudenkmal     | Wohnhaus                     |
| Stieg 8, 9 (Karte) | Wohnhaus                     | Wohnhaus, 1668                                 | 094 45762          | Baudenkmal     | Wohnhaus                     |
| Stieg 15 (Karte)   | Wohnhaus                     | Wohnhaus, um 1760                              | 094 45763          | Baudenkmal     | Wohnhaus                     |
| Stieg 16 (Karte)   | Bürgerhof                    | ehemaliger Bürgerhof, 1620                     | 094 45764          | Baudenkmal     | Bürgerhof                    |
| Stieg 17 (Karte)   | Wohnhaus                     | Wohnhaus, 1660                                 | 094 46133          | Baudenkmal     | Wohnhaus                     |
| Stieg 18 (Karte)   | Wohnhaus                     | Wohnhaus, zweite Hälfte des 16. Jahrhunderts   | 094 45765          | Baudenkmal     | Wohnhaus                     |
| Stieg 19 (Karte)   | Ackerbürgerhof               | ehemaliger Ackerbürgerhof, 17. Jahrhundert     | 094 45766          | Baudenkmal     | Ackerbürgerhof               |
| Stieg 20 (Karte)   | Ackerbürgerhof               | ehemaliger Ackerbürgerhof, 1684                | 094 45767          | Baudenkmal     | Ackerbürgerhof               |
| Stieg 21 (Karte)   | Wohnhaus                     | Wohnhaus, um 1500                              | 094 46605          | Baudenkmal     | Wohnhaus                     |
| Stieg 22 (Karte)   | Wohnhaus                     | Wohnhaus, um 1500                              | 094 46377          | Baudenkmal     | Wohnhaus                     |
| Stieg 28 (Karte)   | Kaufmannshof Alter Klopstock | ehemaliger Kaufmannshof, 1580                  | 094 45768          | Baudenkmal     | Kaufmannshof Alter Klopstock |
| Stieg 29 (Karte)   | Wohnhaus                     | Wohnhaus, letztes Drittel des 16. Jahrhunderts | 094 45769          | Baudenkmal     | Wohnhaus                     |
| Stieg 30 (Karte)   | Ackerbürgerhof               | ehemaliger Ackerbürgerhof, um 1600             | 094 45770          | Baudenkmal     | Ackerbürgerhof               |

### Stobenstraße
| Lage                                                        | Bezeichnung | Beschreibung                              | Erfassungs- nummer | Ausweisungsart | Bild     |
| ----------------------------------------------------------- | ----------- | ----------------------------------------- | ------------------ | -------------- | -------- |
| Stobenstraße, zwischen Stobenstraße und Schulstraße (Karte) | Brücke      | Brücke, erste Hälfte des 19. Jahrhunderts | 094 45744          | Baudenkmal     | Brücke   |
| Stobenstraße 11 (Karte)                                     | Wohnhaus    | Wohnhaus, um 1700                         | 094 46260          | Baudenkmal     | Wohnhaus |
| Stobenstraße 14 (Karte)                                     | Wohnhaus    | Wohnhaus, um 1800                         | 094 46261          | Baudenkmal     | Wohnhaus |
| Stobenstraße 15 (Karte)                                     | Wohnhaus    | Wohnhaus, um 1800                         | 094 46262          | Baudenkmal     | Wohnhaus |
| Stobenstraße 21, 22 (Karte)                                 | Wohnhaus    | Wohnhaus, um 1700                         | 094 46263          | Baudenkmal     | Wohnhaus |
| Stobenstraße 24 (Karte)                                     | Wohnhaus    | Wohnhaus, 1686                            | 094 46264          | Baudenkmal     | Wohnhaus |
| Stobenstraße 26 (Karte)                                     | Wohnhaus    | Wohnhaus, frühes 18. Jahrhundert          | 094 46265          | Baudenkmal     | Wohnhaus |

### Stresemannstraße
| Lage | Bezeichnung              | Beschreibung                                                                        | Erfassungs- nummer | Ausweisungsart               | Bild                     |
| --- | ------------------------ | ----------------------------------------------------------------------------------- | ------------------ | ---------------------------- | ------------------------ |
| Stresemannstraße (Karte) | Park Johannishain        | Park Johannishain mit Bismarckturm, 19. Jahrhundert                                 | 094 46583          | Baudenkmal                   | Park Johannishain        |
| Stresemannstraße (Karte) | Bismarckturm             | Aussichtsturm Bismarckturm, 19. Jahrhundert                                         | 094 46583 001      | Teilobjekt eines Baudenkmals | Bismarckturm             |
| Stresemannstraße (Karte) | Johannisstift            | Johannisstift mit Johanniskapelle und Sankt-Johannis-Kirche, ab dem 12. Jahrhundert | 094 46588          | Baudenkmal                   | Johannisstift            |
| Stresemannstraße 18, südlich der Altstadt in der Süderstadt auf dem Gelände des Johannisstiftes (Karte)                           | Johanniskapelle          | Kapelle                                                                             | 094 46588 001      | Teilobjekt eines Baudenkmals | Weitere Bilder           |
| Stresemannstraße 23, Ecke Stresemann-/Heinrichstraße, südlich der Altstadt auf dem Gelände des Johannisstiftes Ecke Heinr (Karte) | Sankt-Johannis-Kirche    | Kirche                                                                              | 094 46588 002      | Teilobjekt eines Baudenkmals | Weitere Bilder           |
| Stresemannstraße 1 (Karte) | Villa Stresemannstraße 1 | Villa, 2. Hälfte des 19. Jahrhunderts                                               | 094 46424          | Baudenkmal                   | Villa Stresemannstraße 1 |
| Stresemannstraße 8 (Karte) | Villa Stresemannstraße 8 | Villa, um 1905                                                                      | 094 45958          | Baudenkmal                   | Villa Stresemannstraße 8 |
| Stresemannstraße 9-11 (Karte) | Erziehungsanstalt        | 1901/1902                                                                           | 094 46595          | Baudenkmal                   | Erziehungsanstalt        |
| Stresemannstraße 28 (Karte) | Wohn- und Geschäftshaus  | Wohn- und Geschäftshaus, um 1900                                                    | 094 46529          | Baudenkmal                   | Wohn- und Geschäftshaus  |
| Stresemannstraße 30 (Karte) | Villa                    | Villa, 1881                                                                         | 094 46425          | Baudenkmal                   | Villa                    |
| Stresemannstraße 31 (Karte) | Villa                    | Villa, um 1880                                                                      | 094 46606          | Baudenkmal                   | Villa                    |

### Turnstraße
| Lage                  | Bezeichnung          | Beschreibung              | Erfassungs- nummer | Ausweisungsart | Bild                 |
| --------------------- | -------------------- | ------------------------- | ------------------ | -------------- | -------------------- |
| Turnstraße 1 (Karte)  | Gartenhaus           | Gartenhaus, um 1780       | 094 46607          | Baudenkmal     | Gartenhaus           |
| Turnstraße 5a (Karte) | Wohnhaus             | Wohnhaus, 1885            | 094 46608          | Baudenkmal     | Wohnhaus             |
| Turnstraße 6 (Karte)  | Wohnhaus             | Wohnhaus, 17. Jahrhundert | 094 46609          | Baudenkmal     | Wohnhaus             |
| Turnstraße 12 (Karte) | GutsMuths-Sporthalle | Turnhalle, 1887           | 094 46611          | Baudenkmal     | GutsMuths-Sporthalle |

### Unter dem Birnbaum
| Lage                         | Bezeichnung | Beschreibung      | Erfassungs- nummer | Ausweisungsart | Bild     |
| ---------------------------- | ----------- | ----------------- | ------------------ | -------------- | -------- |
| Unter dem Birnbaum 2 (Karte) | Wohnhaus    | Wohnhaus, um 1720 | 094 45964          | Baudenkmal     | Wohnhaus |
| Unter dem Birnbaum 3 (Karte) | Wohnhaus    | Wohnhaus, um 1720 | 094 45965          | Baudenkmal     | Wohnhaus |
| Unter dem Birnbaum 4 (Karte) | Wohnhaus    | Wohnhaus, 1718    | 094 45966          | Baudenkmal     | Wohnhaus |

### Unter der Altenburg
| Lage                              | Bezeichnung             | Beschreibung                                                                                | Erfassungs- nummer | Ausweisungsart | Bild                    |
| --------------------------------- | ----------------------- | ------------------------------------------------------------------------------------------- | ------------------ | -------------- | ----------------------- |
| Unter der Altenburg 2 (Karte)     | Gasthaus                | ehemalige Mühle, Gaststätte, heute als Wohnhaus genutzt, zweite Hälfte des 19. Jahrhunderts | 094 46531          | Baudenkmal     | Gasthaus                |
| Unter der Altenburg 7 (Karte)     | Bauernhof               | Bauernhof, 17. Jahrhundert                                                                  | 094 46532          | Baudenkmal     | Bauernhof               |
| Unter der Altenburg 9, 10 (Karte) | Ziegelei                | Dampfziegelei Carl Kratzenstein                                                             | 107 25038          | Baudenkmal     | Weitere Bilder          |
| Unter der Altenburg 9, 10 (Karte) | Mühle Carl Kratzenstein |                                                                                             | 094 46533          | Baudenkmal     | Mühle Carl Kratzenstein |

### Vor dem Gröperntor
| Lage                         | Bezeichnung    | Beschreibung                       | Erfassungs- nummer | Ausweisungsart | Bild           |
| ---------------------------- | -------------- | ---------------------------------- | ------------------ | -------------- | -------------- |
| Vor dem Gröperntor 5 (Karte) | Ackerbürgerhof | ehemaliger Ackerbürgerhof, um 1800 | 094 46457          | Baudenkmal     | Ackerbürgerhof |

### Wallstraße
| Lage                     | Bezeichnung          | Beschreibung      | Erfassungs- nummer | Ausweisungsart | Bild           |
| ------------------------ | -------------------- | ----------------- | ------------------ | -------------- | -------------- |
| Wallstraße 9a (Karte)    | Wohnhaus             | Wohnhaus, 1910/11 | 094 46535          | Baudenkmal     | Wohnhaus       |
| Wallstraße 12 (Karte)    | Hospital             | Hospital, 1899    | 094 46536          | Baudenkmal     | Hospital       |
| Wallstraße 15 (Karte)    | Wohnhaus             | Wohnhaus, 1899    | 094 46537          | Baudenkmal     | Wohnhaus       |
| Wallstraße 16 (Karte)    | Wohnhaus             | Wohnhaus, 1903    | 094 46538          | Baudenkmal     | Wohnhaus       |
| Wallstraße 23 (Karte)    | Wohnhaus             | Wohnhaus, 1903    | 094 46539          | Baudenkmal     | Wohnhaus       |
| Wallstraße 29 (Karte)    | Wohnhaus             | Wohnhaus, 1912/13 | 094 46540          | Baudenkmal     | Wohnhaus       |
| Wallstraße 44/45 (Karte) | Villa                |                   | 094 84928          | Baudenkmal     | Villa          |
| Wallstraße 48–52 (Karte) | Häusergruppe         | 1926–1929         | 094 46542          | Denkmalbereich | Häusergruppe   |
| Wallstraße 96 (Karte)    | Lindenbeinsche Villa | Villa, 1898       | 094 45772          | Baudenkmal     | Weitere Bilder |
| Wallstraße 99 (Karte)    | Wohnhaus             | Wohnhaus, 1905    | 094 46541          | Baudenkmal     | Wohnhaus       |

### Wassertorstraße
| Lage                       | Bezeichnung                 | Beschreibung                                                                | Erfassungs- nummer | Ausweisungsart | Bild                        |
| -------------------------- | --------------------------- | --------------------------------------------------------------------------- | ------------------ | -------------- | --------------------------- |
| Wassertorstraße 1 (Karte)  | Wohnhaus                    | Wohnhaus                                                                    | 094 50623          | Baudenkmal     | Wohnhaus                    |
| Wassertorstraße 2 (Karte)  | Wohnhaus                    | Wohnhaus, 1692                                                              | 094 46544          | Baudenkmal     | Wohnhaus                    |
| Wassertorstraße 5 (Karte)  | Ackerbürgerhof              | ehemaliger Ackerbürgerhof, Anfang 19. Jahrhundert                           | 094 46545          | Baudenkmal     | Ackerbürgerhof              |
| Wassertorstraße 6 (Karte)  | Wohnhaus                    | Wohnhaus, 1672                                                              | 094 45967          | Baudenkmal     | Wohnhaus                    |
| Wassertorstraße 8 (Karte)  | Wohnhaus                    | Wohnhaus, um 1700                                                           | 094 45968          | Baudenkmal     | Wohnhaus                    |
| Wassertorstraße 9 (Karte)  | Wohnhaus                    | Wohnhaus, um 1800                                                           | 094 45969          | Baudenkmal     | Wohnhaus                    |
| Wassertorstraße 11 (Karte) | Wohnhaus Wassertorstraße 11 | Wohnhaus, um 1700                                                           | 094 45970          | Baudenkmal     | Wohnhaus Wassertorstraße 11 |
| Wassertorstraße 13 (Karte) | Wohnhaus Wassertorstraße 13 | Wohnhaus, 1913                                                              | 094 45971          | Baudenkmal     | Wohnhaus Wassertorstraße 13 |
| Wassertorstraße 18 (Karte) | Wohnhaus                    | Wohnhaus, auch als schmalstes Fachwerkhaus Quedlinburgs bezeichnet, um 1740 | 094 45974          | Baudenkmal     | Wohnhaus                    |
| Wassertorstraße 19 (Karte) | Wohnhaus                    | Wohnhaus, um 1740                                                           | 094 45975          | Baudenkmal     | Wohnhaus                    |
| Wassertorstraße 20 (Karte) | Wohnhaus                    | Wohnhaus, Mitte 19. Jahrhundert                                             | 094 45976          | Baudenkmal     | Wohnhaus                    |
| Wassertorstraße 21 (Karte) | Wohnhaus                    | Wohnhaus, 1709                                                              | 094 45977          | Baudenkmal     | Wohnhaus                    |
| Wassertorstraße 26 (Karte) | Wohnhaus                    | Wohnhaus, 18. Jahrhundert                                                   | 094 46547          | Baudenkmal     | Wohnhaus                    |
| Wassertorstraße 27 (Karte) | Wohnhaus                    | Wohnhaus, 19. Jahrhundert                                                   | 094 46548          | Baudenkmal     | Wohnhaus                    |
| Wassertorstraße 28 (Karte) | Wohnhaus                    | Wohnhaus, um 1840                                                           | 094 45978          | Baudenkmal     | Wohnhaus                    |
| Wassertorstraße 30 (Karte) | Wohnhaus                    | Wohnhaus, 17./18. Jahrhundert                                               | 094 46549          | Baudenkmal     | Wohnhaus                    |
| Wassertorstraße 32 (Karte) | Wohnhaus                    | Wohnhaus, um 1700                                                           | 094 45979          | Baudenkmal     | Wohnhaus                    |
| Wassertorstraße 33 (Karte) | Wohnhaus                    | Wohnhaus, um 1760                                                           | 094 45980          | Baudenkmal     | Wohnhaus                    |

### Weberstraße
| Lage                        | Bezeichnung             | Beschreibung                                      | Erfassungs- nummer | Ausweisungsart | Bild                    |
| --------------------------- | ----------------------- | ------------------------------------------------- | ------------------ | -------------- | ----------------------- |
| Weberstraße 1 (Karte)       | Wohn- und Geschäftshaus | Wohn- und Geschäftshaus, 1860                     | 094 46266          | Baudenkmal     | Wohn- und Geschäftshaus |
| Weberstraße 2 (Karte)       | Wohnhaus                | Wohnhaus, 1697                                    | 094 46267          | Baudenkmal     | Wohnhaus                |
| Weberstraße 3 (Karte)       | Wohnhaus                | Wohnhaus, 1674                                    | 094 46268          | Baudenkmal     | Wohnhaus                |
| Weberstraße 4 (Karte)       | Wohnhaus                | Wohnhaus, 1674                                    | 094 46269          | Baudenkmal     | Wohnhaus                |
| Weberstraße 5 (Karte)       | Wohnhaus                | Wohnhaus, um 1800                                 | 094 46270          | Baudenkmal     | Wohnhaus                |
| Weberstraße 6, 6a (Karte)   | Neustädter Grundschule  | Schule, erste Hälfte des 19. Jahrhunderts         | 094 46550          | Baudenkmal     | Neustädter Grundschule  |
| Weberstraße 8 (Karte)       | Wohnhaus                | Wohnhaus, um 1780                                 | 094 46271          | Baudenkmal     | Wohnhaus                |
| Weberstraße 11 (Karte)      | Wohnhaus                | Wohnhaus, um 1620                                 | 094 46272          | Baudenkmal     | Wohnhaus                |
| Weberstraße 13 (Karte)      | Wohnhaus                | Wohnhaus, 1666                                    | 094 46274          | Baudenkmal     | Wohnhaus                |
| Weberstraße 15, 17 (Karte)  | Verwaltungsgebäude      | Bürogebäude, 1928                                 | 094 46551          | Baudenkmal     | Weitere Bilder          |
| Weberstraße 18, 18a (Karte) | Ackerbürghof            | ehemaliger Ackerbürgerhof, frühes 18. Jahrhundert | 094 46552          | Baudenkmal     | Ackerbürghof            |
| Weberstraße 19 (Karte)      | Wohnhaus                | Wohnhaus, um 1700                                 | 094 46275          | Baudenkmal     | Wohnhaus                |
| Weberstraße 20 (Karte)      | Wohnhaus                | Wohnhaus, um 1880                                 | 094 46276          | Baudenkmal     | Wohnhaus                |
| Weberstraße 21 (Karte)      | Wohnhaus                | Wohnhaus, 1708                                    | 094 46277          | Baudenkmal     | Wohnhaus                |
| Weberstraße 22 (Karte)      | Gefängnis               | Gefängnis, um 1840                                | 094 46278          | Baudenkmal     | Gefängnis               |
| Weberstraße 23 (Karte)      | Wohnhaus                | Wohnhaus, Mitte 19. Jahrhundert                   | 094 46553          | Baudenkmal     | Wohnhaus                |
| Weberstraße 24 (Karte)      | Villa                   | Villa, drittes Viertel 19. Jahrhundert            | 094 46554          | Baudenkmal     | Villa                   |
| Weberstraße 25 (Karte)      | Wohnhaus                | Wohnhaus, zweite Hälfte 19. Jahrhundert           | 094 46555          | Baudenkmal     | Wohnhaus                |
| Weberstraße 26 (Karte)      | Fabrik                  | Fabrik, um 1900                                   | 094 46556          | Baudenkmal     | Fabrik                  |
| Weberstraße 27 (Karte)      | Villa                   | Villa, zweite Hälfte des 19. Jahrhunderts         | 094 46557          | Baudenkmal     | Villa                   |
| Weberstraße 29 (Karte)      | Gartenhaus              | Wohnhaus, um 1750                                 | 094 46427          | Baudenkmal     | Gartenhaus              |
| Weberstraße 30 (Karte)      | Villa                   | Villa, zweite Hälfte 19. Jahrhundert              | 094 46559          | Baudenkmal     | Villa                   |
| Weberstraße 31 (Karte)      | Villa                   | Villa, zweite Hälfte 19. Jahrhundert              | 094 46560          | Baudenkmal     | Villa                   |
| Weberstraße 32 (Karte)      | Villa                   | Villa, drittes Viertel 19. Jahrhundert            | 094 46561          | Baudenkmal     | Villa                   |
| Weberstraße 35 (Karte)      | Wohnhaus                | Wohnhaus, 17. Jahrhundert                         | 094 46562          | Baudenkmal     | Wohnhaus                |
| Weberstraße 40 (Karte)      | Wohnhaus                | Wohnhaus, zweite Hälfte 18. Jahrhundert           | 094 46280          | Baudenkmal     | Wohnhaus                |
| Weberstraße 42 (Karte)      | Manufaktur              | Manufaktur, um 1700                               | 094 46281          | Baudenkmal     | Manufaktur              |
| Weberstraße 43 (Karte)      | Wohnhaus                | Wohnhaus, um 1800                                 | 094 46282          | Baudenkmal     | Wohnhaus                |
| Weberstraße 44 (Karte)      | Wohnhaus                | Wohnhaus, 1702                                    | 094 46283          | Baudenkmal     | Wohnhaus                |
| Weberstraße 45 (Karte)      | Wohnhaus                | Wohnhaus, um 1800                                 | 094 46563          | Baudenkmal     | Wohnhaus                |
| Weberstraße 46 (Karte)      | Wohnhaus                | Wohnhaus, 1821                                    | 094 46284          | Baudenkmal     | Wohnhaus                |
| Weberstraße 48 (Karte)      | Wohnhaus                | Wohnhaus, 1817                                    | 094 46564          | Baudenkmal     | Wohnhaus                |
| Weberstraße 49 (Karte)      | Wohnhaus                | Wohnhaus, um 1750                                 | 094 46565          | Baudenkmal     | Wohnhaus                |

### Weinbergweg
| Lage                                               | Bezeichnung                          | Beschreibung                                        | Erfassungs- nummer | Ausweisungsart | Bild           |
| -------------------------------------------------- | ------------------------------------ | --------------------------------------------------- | ------------------ | -------------- | -------------- |
| Weinbergweg 35, Flur 42, Flurstück 1764/25 (Karte) | P. J. Schmidt Samenzucht Quedlinburg | Speicher, am 28. April 2016 als Denkmal ausgewiesen |                    | Baudenkmal     | Weitere Bilder |
| Weinbergweg 75 (Karte)                             | Siedlungshaus                        | Siedlungshaus, um 1930                              | 094 46279          | Baudenkmal     | Siedlungshaus  |

### Weingarten
| Lage                  | Bezeichnung           | Beschreibung                                                     | Erfassungs- nummer | Ausweisungsart | Bild                  |
| --------------------- | --------------------- | ---------------------------------------------------------------- | ------------------ | -------------- | --------------------- |
| Weingarten 1 (Karte)  | Gartenhaus            | Gartenhaus, 17. Jahrhundert                                      | 094 45773          | Baudenkmal     | Gartenhaus            |
| Weingarten 2 (Karte)  | Wohnhaus              | Wohnhaus, 1901                                                   | 094 45774          | Baudenkmal     | Wohnhaus              |
| Weingarten 4 (Karte)  | Wohnhaus              | Wohnhaus, 1696                                                   | 094 45775          | Baudenkmal     | Wohnhaus              |
| Weingarten 5 (Karte)  | Wohnhaus Weingarten 5 | Wohnhaus, 1701                                                   | 094 45776          | Baudenkmal     | Wohnhaus Weingarten 5 |
| Weingarten 9 (Karte)  | Wohnhaus Weingarten 9 | Wohnhaus, drittes Viertel des 18. Jahrhunderts                   | 094 46613          | Baudenkmal     | Wohnhaus Weingarten 9 |
| Weingarten 18 (Karte) | Feuerwache            | als Feuerwache errichtet, später zum Schulgebäude umgebaut, 1884 | 094 45777          | Baudenkmal     | Feuerwache            |
| Weingarten 22 (Karte) | Kaufmannshof          | ehemaliger Kaufmannshof, 1597                                    | 094 45780          | Baudenkmal     | Kaufmannshof          |

### Westerhäuser Straße
| Lage                                                              | Bezeichnung                   | Beschreibung        | Erfassungs- nummer | Ausweisungsart               | Bild           |
| ----------------------------------------------------------------- | ----------------------------- | ------------------- | ------------------ | ---------------------------- | -------------- |
| Westerhäuser Straße (Karte)                                       | Marktfriedhof Sankt Benedikti | Friedhof, etwa 1843 | 094 46621          | Baudenkmal                   | Weitere Bilder |
| Westerhäuser Straße, auf dem Marktfriedhof St. Benediktii (Karte) | Kapelle                       | Kapelle             | 094 46621 001      | Teilobjekt eines Baudenkmals | Weitere Bilder |
| Westerhäuser Straße, Kreuzung Westerhäuser Straße (Karte)         | Wegweiser                     |                     | 094 46430          | Baudenkmal                   | Wegweiser      |

### Weyhestraße
| Lage                  | Bezeichnung | Beschreibung   | Erfassungs- nummer | Ausweisungsart | Bild  |
| --------------------- | ----------- | -------------- | ------------------ | -------------- | ----- |
| Weyhestraße 4 (Karte) | Villa       | Villa, um 1900 | 094 46567          | Baudenkmal     | Villa |

### Wipertistraße
| Lage | Bezeichnung          | Beschreibung | Erfassungs- nummer | Ausweisungsart                                                  | Bild                 |
| --- | -------------------- | --- | ------------------ | --------------------------------------------------------------- | -------------------- |
| Wipertistraße (Karte)                                                                                                   | Servatii-Friedhof    | Friedhof von 1934/35 mit heute noch genutzten Grüften, welche in den Sandstein gehauen sind | 094 46620          | Baudenkmal                                                      | Servatii-Friedhof    |
| Wipertistraße, auf dem Servatii-Friedhof (Karte)                                                                        | Kapelle              | Kapelle | 094 46620 001      | Teilobjekt eines Baudenkmals                                    | Weitere Bilder       |
| Wipertistraße (Karte)                                                                                                   | Wiperti-Friedhof     | Friedhof | 107 40106          | Baudenkmal                                                      | Weitere Bilder       |
| Wipertistraße 1, 1a, 1b, Schenkgasse 2 (Karte)                                                                          | Gewerbehof           | Wohnhaus, Eckhaus, zweigeschossiger Putzbau, 2. Hälfte 19. Jh. (Wipertistraße 1); Werkstätten, eingeschossiger Massivbau mit Stiftswappen bez. 1625 (Wipertistraße 1a, 1b); Hofgebäude, zweigeschossig mit steilem Krüppelwalmdach, 18. Jh.; Hofgebäude, Fachwerk, 19. Jh. | 094 46569          | Baudenkmal                                                      | Gewerbehof           |
| Wipertistraße 2 (Karte)                                                                                                 | Anna-von-Dippe-Stift | ehemaliger Gutshof, nur Teil der Grundstücksumfriedung erhalten, 18. Jahrhundert | 094 46568          | Baudenkmal                                                      | Anna-von-Dippe-Stift |
| Wipertistraße 4–6, 6a-e (Karte)                                                                                         | Kloster St. Wiperti  | ehemalige Klosteranlage mit Klosterkirche, ab 936; Haus Nr. 4 wird heute landwirtschaftlich genutzt; Gebäudeensemble Nr. 5 heute Landesanstalt für Landwirtschaft, Forsten und Gartenbau (LLFG) sowie Fachschule für Landwirtschaft, Gartenbau & Hauswirtschaft; Von der Häuserzeile 6a–e ist heute nur noch Nr. 6e vorhanden, alle anderen Gebäude wurden Anfang der 1990er Jahre von Aussiedlern genutzt, anschließend kurzzeitig als Sozialwohnungen vermietet. Die Häuser verkamen und wurden nach mehreren Brandstiftungen und teilweisen Einstürzen abgerissen. Für die Gebäude wurde teilweise der Sandstein des Servatii-Friedhofes abgetragen und die Häuser mit 1 m Abstand davor gesetzt. Auch Haus Nr. 6e ist verlassen; 2019 teilweise Nutzung als Flüchtlingsunterkunft | 094 45981          | Baudenkmal                                                      | Sankt-Wiperti-Kirche |
| Wipertistraße 5, südwestlich des Stiftsberges zwischen Mühlgraben und Kapellenberg auf dem Friedhof St. Wiperti (Karte) | Kirche               | Kirche | 094 45981 001      | Teilobjekt eines Baudenkmals, auch als 094 46620 001 aufgeführt | Weitere Bilder       |
| Wipertistraße 5 (Karte)                                                                                                 | Gutshaus             | Gutshaus | 094 45981 002      | Teilobjekt eines Baudenkmals                                    | Gutshaus             |
| Wipertistraße 7 (Karte)                                                                                                 | Wohnhaus             | Wohnhaus, um 1925 | 094 46570          | Baudenkmal                                                      | Wohnhaus             |

### Word
| Lage              | Bezeichnung   | Beschreibung                     | Erfassungs- nummer | Ausweisungsart | Bild           |
| ----------------- | ------------- | -------------------------------- | ------------------ | -------------- | -------------- |
| Word 1, 2 (Karte) | Wohnhaus      | Wohnhaus, 1675                   | 094 45781          | Baudenkmal     | Weitere Bilder |
| Word 3 (Karte)    | Kaufmannshof  | ehemaliger Kaufmannshof, um 1560 | 094 45782          | Baudenkmal     | Weitere Bilder |
| Word 4, 5 (Karte) | Kaufmannshof  | ehemaliger Kaufmannshof, um 1560 | 094 45783          | Baudenkmal     | Kaufmannshof   |
| Word 6 (Karte)    | Wohnhaus      | Wohnhaus, um 1600                | 094 45784          | Baudenkmal     | Weitere Bilder |
| Word 12 (Karte)   | Wohnhaus      | Wohnhaus, 1676                   | 094 45785          | Baudenkmal     | Wohnhaus       |
| Word 23 (Karte)   | Wohnhaus      | Wohnhaus, um 1760                | 094 45786          | Baudenkmal     | Wohnhaus       |
| Word 24 (Karte)   | Wohnhaus      | Wohnhaus, frühes 16. Jahrhundert | 094 45787          | Baudenkmal     | Wohnhaus       |
| Word 25 (Karte)   | Wohnhaus      | Wohnhaus, um 1600                | 094 46449          | Baudenkmal     | Wohnhaus       |
| Word 26 (Karte)   | Kaufmannshaus | ehemaliges Kaufmannshaus, 1630   | 094 45788          | Baudenkmal     | Kaufmannshaus  |

### Wordgasse
| Lage                | Bezeichnung  | Beschreibung                                                                | Erfassungs- nummer | Ausweisungsart | Bild         |
| ------------------- | ------------ | --------------------------------------------------------------------------- | ------------------ | -------------- | ------------ |
| Wordgasse 1 (Karte) | Wohnhaus     | Wohnhaus, zweite Hälfte des 17. Jahrhunderts                                | 094 45973          | Baudenkmal     | Wohnhaus     |
| Wordgasse 2 (Karte) | Wohnhaus     | Wohnhaus, 1660                                                              | 094 45771          | Baudenkmal     | Wohnhaus     |
| Wordgasse 3 (Karte) | Wohnhaus     | ehemaliges Wohnhaus aus dem 14. Jahrhundert, jetzt Fachwerkmuseum, 1346 (d) | 094 45789          | Baudenkmal     | Wohnhaus     |
| Wordgasse 4 (Karte) | Kaufmannshof | Freihof, 1566 (i), 1580 (d), 1596 (i)                                       | 094 45790          | Baudenkmal     | Kaufmannshof |

### Ziegelhohlweg
| Lage                 | Bezeichnung    | Beschreibung                                                                          | Erfassungs- nummer | Ausweisungsart | Bild           |
| -------------------- | -------------- | ------------------------------------------------------------------------------------- | ------------------ | -------------- | -------------- |
| Ziegelholweg (Karte) | Ägidiifriedhof | Friedhofsanlage, als Nachfolger des Aegidiifriedhofs nördlich und westlich der Kirche | 094 46514          | Baudenkmal     | Ägidiifriedhof |

### Zwergkuhle
| Lage                                       | Bezeichnung                          | Beschreibung                                                    | Erfassungs- nummer | Ausweisungsart | Bild                                 |
| ------------------------------------------ | ------------------------------------ | --------------------------------------------------------------- | ------------------ | -------------- | ------------------------------------ |
| Zwergkuhle 2, 3 (Karte)                    | Wohnhaus                             | Wohnhaus, 1920er Jahre                                          | 094 46452          | Baudenkmal     | Wohnhaus                             |
| Zwergkuhle, nördlich des Münzbergs (Karte) | Blasii-Friedhof                      | Friedhof, 1841–1843                                             | 094 46571          | Baudenkmal     | Blasii-Friedhof                      |
| Zwergkuhle (Karte)                         | Jüdischer Friedhof                   | 19. Jahrhundert                                                 | 094 46572          | Baudenkmal     | Jüdischer Friedhof                   |
| Zwergkuhle 8 (Karte)                       | Wasserturm auf dem Kleinen Strohberg | ehemaliger Wasserturm, heute als Sternwarte Quedlinburg genutzt | 094 46639          | Baudenkmal     | Wasserturm auf dem Kleinen Strohberg |
| Zwergkuhle 9 (Karte)                       | ehemaliges Vorwerk                   | Hofanlage                                                       | 094 45987          | Baudenkmal     | ehemaliges Vorwerk                   |

### Zwischen den Städten
| Lage                              | Bezeichnung        | Beschreibung   | Erfassungs- nummer | Ausweisungsart | Bild               |
| --------------------------------- | ------------------ | -------------- | ------------------ | -------------- | ------------------ |
| Zwischen den Städten 1 (Karte)    | Wohnhaus           | Wohnhaus, 1908 | 094 46617          | Baudenkmal     | Wohnhaus           |
| Zwischen den Städten 2, 3 (Karte) | St.-Annen-Hospital | Hospital, 1799 | 094 46593          | Baudenkmal     | St.-Annen-Hospital |
| Zwischen den Städten 4 (Karte)    | Mühle              | Mühle          | 094 46618          | Baudenkmal     | Mühle              |

zurück auf Liste der Kulturdenkmale in Quedlinburg (A–L)

## Legende
In den Spalten befinden sich folgende Informationen:
- Lage: Nennt den Straßennamen und wenn vorhanden die Hausnummer des Kulturdenkmals. Die Grundsortierung der Liste erfolgt nach dieser Adresse. Der Link „Karte“ führt zu verschiedenen Kartendarstellungen und nennt die geographischen Koordinaten.
Link zu einem Kartenansichtstool, um Koordinaten zu setzen. In der Kartenansicht sind Baudenkmale ohne Koordinaten mit einem roten bzw. orangen Marker dargestellt und können in der Karte gesetzt werden. Baudenkmale ohne Bild sind mit einem blauen bzw. roten Marker gekennzeichnet, Baudenkmale mit Bild mit einem grünen bzw. orangen Marker.
- Offizielle Bezeichnung: Nennt den Namen, die Bezeichnung oder zumindest die Art des Kulturdenkmals und verlinkt, soweit vorhanden, auf den Artikel zum Objekt.
- Beschreibung: Nennt bauliche und geschichtliche Einzelheiten des Kulturdenkmals, vorzugsweise die Denkmaleigenschaften.
- Erfassungsnummer: Für jedes Kulturdenkmal wird in Sachsen-Anhalt eine 20stellige Erfassungsnummer vergeben. Die letzten zwölf Ziffern werden für die Untergliederung nach Teilobjekten genutzt und werden nur angegeben, soweit vergeben. In dieser Spalte kann sich folgendes Icon  befinden, dies führt zu Angaben zu diesem Baudenkmal bei Wikidata.
- Ausweisungsart: Die Einordnung des Denkmales nach § 2 Abs. 2 DenkmSchG LSA
- Bild: Ein Bild des Denkmales, und gegebenenfalls einen Link zu weiteren Fotos des Kulturdenkmals im Medienarchiv Wikimedia Commons. Wenn man auf das Kamerasymbol klickt, können Fotos zu Kulturdenkmalen aus dieser Liste hochgeladen werden:

## Hinweise zur Datierung
Die Datierung der Errichtungsphasen der derzeitigen Bauten erfolgt aufgrund der Inschriften („i“), aufgrund urkundlichen Materials („u“) oder aufgrund von dendrochronologischen („d“) oder archäologischen („a“) Analysen und ist entsprechend gekennzeichnet; bei fehlender Angabe ist die Datierungsart unbekannt und folgt den Angaben im Denkmalverzeichnis.